# アメリカン航空
アメリカン航空（アメリカンこうくう、英語:American Airlines, Inc.）は、アメリカ合衆国テキサス州フォートワースに本部を置く航空会社である。本社はダラス・フォートワース国際空港に隣接している。
旅客運送数及び旅客キロ数で世界一の大手航空会社である。関連会社を含めれば、1日当たりの運航便数は4,000便以上に上る。

## 概要
総旅客運送数で世界一の航空会社であり、総運航収入項目ではエールフランス‐KLMに続き世界3位である。ナスダック上場の持株会社アメリカン航空グループ（en:American Airlines Group:AAL）の主要子会社であり、AALグループの傘下にアメリカン・イーグルや現在は消滅した旧トランス・ワールド航空など事業別子会社が置かれている。ダラス・フォートワース国際空港に隣接する、テキサス州フォートワース市に本拠をおいている。
就航路線としては、アメリカ合衆国内と、カナダ、ラテンアメリカ、西ヨーロッパおよび日本へ定期便を運航。2010年1月時点では、世界約40カ国、250の都市に就航しており（コードシェアを含む）、特にラテンアメリカへの総旅客運送数ではトップである。AAの会長はDoug Parker, CEOはRobert Isom。2001年にトランス・ワールド航空を吸収した。航空連合の「ワンワールド」の中心的存在であり、ワンワールドに加盟する日本航空などとコードシェアを行う。
2013年1月に新しい機体デザインとロゴマークが発表となったが（新しい機体デザインも銀色だが、金属地肌に透明なコーティングをしたものではなくシルバー・マイカが塗られている） 、それまでは金属地肌に透明なコーティングをした機体デザインが長年にわたり大きな変化もなく使用され続けてきた。
なお、ゲイコミュニティへの支援を早期より明確に打ち出したエアラインとして知られており、人権団体Human Rights Campaignが行うLGBTダイバーシティ調査では、8年連続100点満点の評価を得ている。同社の米国サイトではLGBT向けセクションがある。
航空券の座席予約システム（CRS）はSABREを利用している。
機内誌は複数用意されている。
- American Way[3]
- CL（Celebrated Living） - ビジネスクラス
- NEXOS[4] - ラテンアメリカの便

2011年11月29日、ニューヨーク州の裁判所に連邦倒産法第11章の適用を申請し、事実上破綻した。適用期間中も運航は継続された。
2012年8月31日、USエアウェイズとの合併の可能性が示唆され、2013年2月14日に両者が合併することで合意した。なお、合併交渉にあたっては司法長官やアメリカ国内での複数の州などから反対が出たものの、ラガーディア空港などの発着枠を一部返還することで、2013年11月12日に条件付での合併が承認された。これにより、規制当局や米破産裁判所が承認され、ユナイテッド航空グループ・デルタ航空を上回る世界最大の航空会社となった。

## 歴史

### 設立
起源は82社の合併で「アメリカン・エアウェイズ」のブランド名で纏まった航空集合体である。大手ではテキサス州の「サザン・エアー・トランスポート」、西海岸の「サザン・エアー・ファスト・エキスプレス」、中部の「ユニバーサル・エヴィエーション」と北東部の「コローニアル・エアー・トランスポテーション」などがあり、現アメリカン航空のハブ地に古くから根付いている。
1930年1月25日、正式に「アメリカン・エアウェイズ・コーポレーション」と社名登録。ニューヨークを本拠地としてボストン、ニューヨーク、シカゴとダラスへの路線を運航。またダラスからはロサンゼルスへ繋ぐことにより、早くから長距離路線によるコネクション方を編み出した。設立当初の運航機材は主にフォッカー トライモーターやフォード トライモータを利用していた。

### 第二次世界大戦前

ダグラスDC-3

1934年、数々の運搬会社を保有するコード・ホールディングス社がアメリカン・エアウェイズを買収し、現名のアメリカン航空に社名変更する。コード社はテキサス州のエリートビジネスマンであるサイラス・ローレット・スミスをアメリカン航空の最高経営責任者に任命。
スミスの下、アメリカン航空はダグラス社と積極的に飛行機設計の提携を結ぶ。1936年には両社の共同によりダグラス DC-3の開発と運航に成功。長距離用のDC-3を導入後、運航機を「フラッグシップ」（旗艦）、空港ラウンジを「アドミラルズ・クラブ」（提督クラブ）などと航海用語を自社ブランドへ使い始める。また当時のブランドイメージとして機長席の窓から四星の「提督ペナント」旗が掲げられていた。
またスミスは航空会社と空港の関係が今後重要視されるであろうことにいち早く気づく。ニューヨークでラガーディア空港が建設される際に乗客側は何を求めているのかを調べるため、積極的に新空港建設のアドバイザーを買って出、空港の効率性向上や世界初のエリート専用ラウンジ「アドミラルズ・クラブ」の設置など、後の空港建設に多大な影響を与えた。

### 第二次世界大戦後

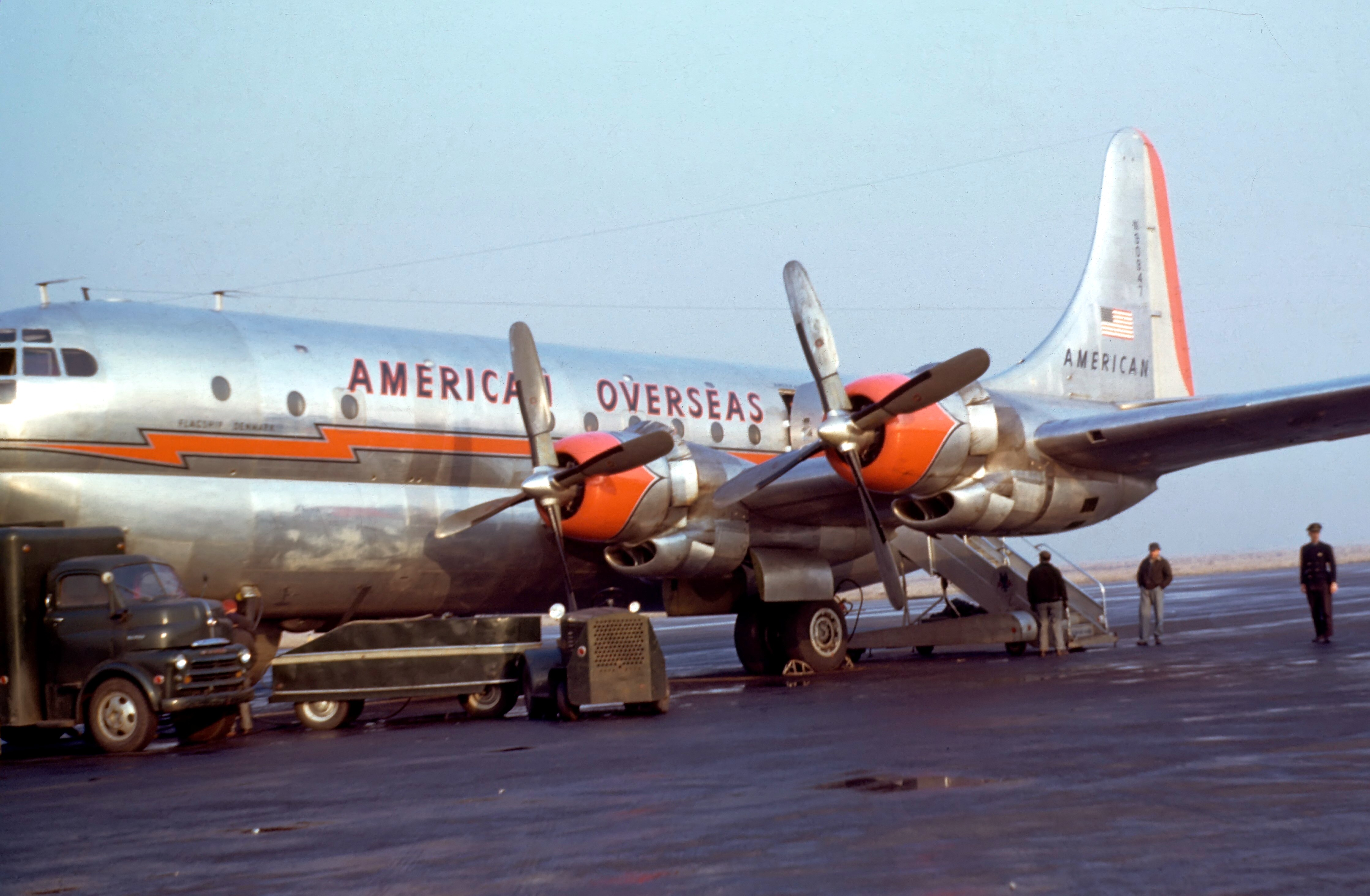
アメリカン・オーバーシーズ航空のボーイング377・ストラトクルーザー

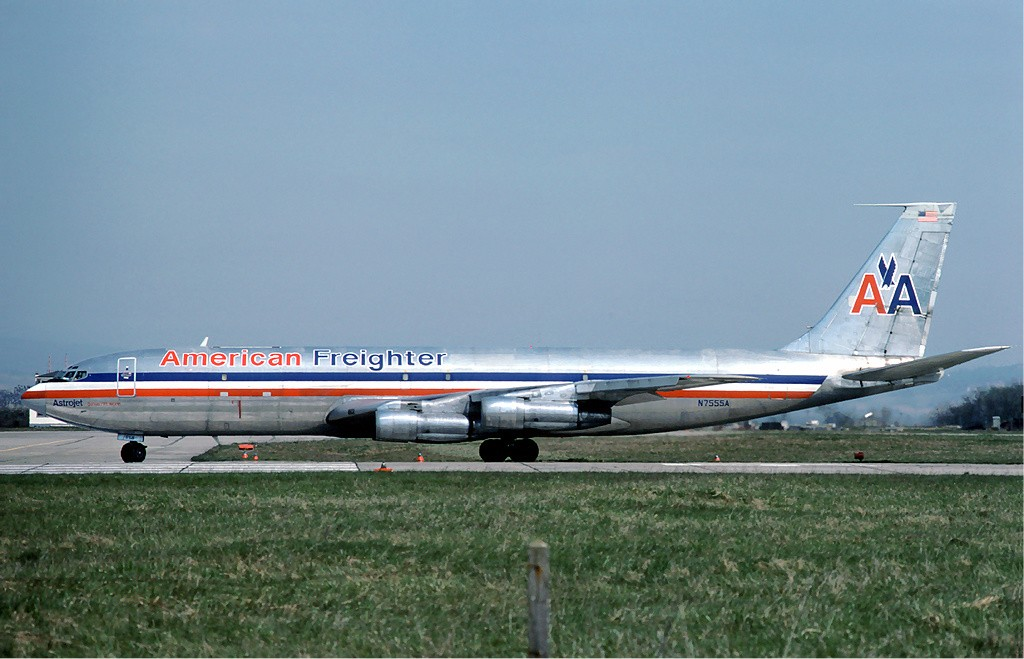
ボーイング707-320F

第二次世界大戦後、欧州路線への拡張としてアメリカン・オーバーシーズ航空を子会社として設立。しかし1950年にアメリカン・オーバーシーズ航空は当時のライバル・パンアメリカン航空へ売却された。同時期にアメリカン航空はメキシコ主要都市へ路線を拡大。
アメリカン航空は早くからジェット機を主要旅客機として導入した。1959年1月25日にボーイング707で初のジェット機による大陸横断便を運航。1960年代にはアメリカ本土の西と東海岸をノンストップ便で結ぶジェット旅客機が積極的に導入され、当時の宇宙開拓ブームにより「アストロジェット」と親しまれた。
また、1962年にはIBM社との協力で世界初の電子航空予約システムSABREを導入。これにより今まで紙と鉛筆で行っていた予約システムがコンピューター管理で可能になり予約の効率性を高めることに成功した。
この時代、アメリカン航空はユナイテッド航空、デルタ航空、イースタン航空と共に「Big4」と呼ばれる大手国内線航空会社へと成長していった。

### 1980年代と1990年代

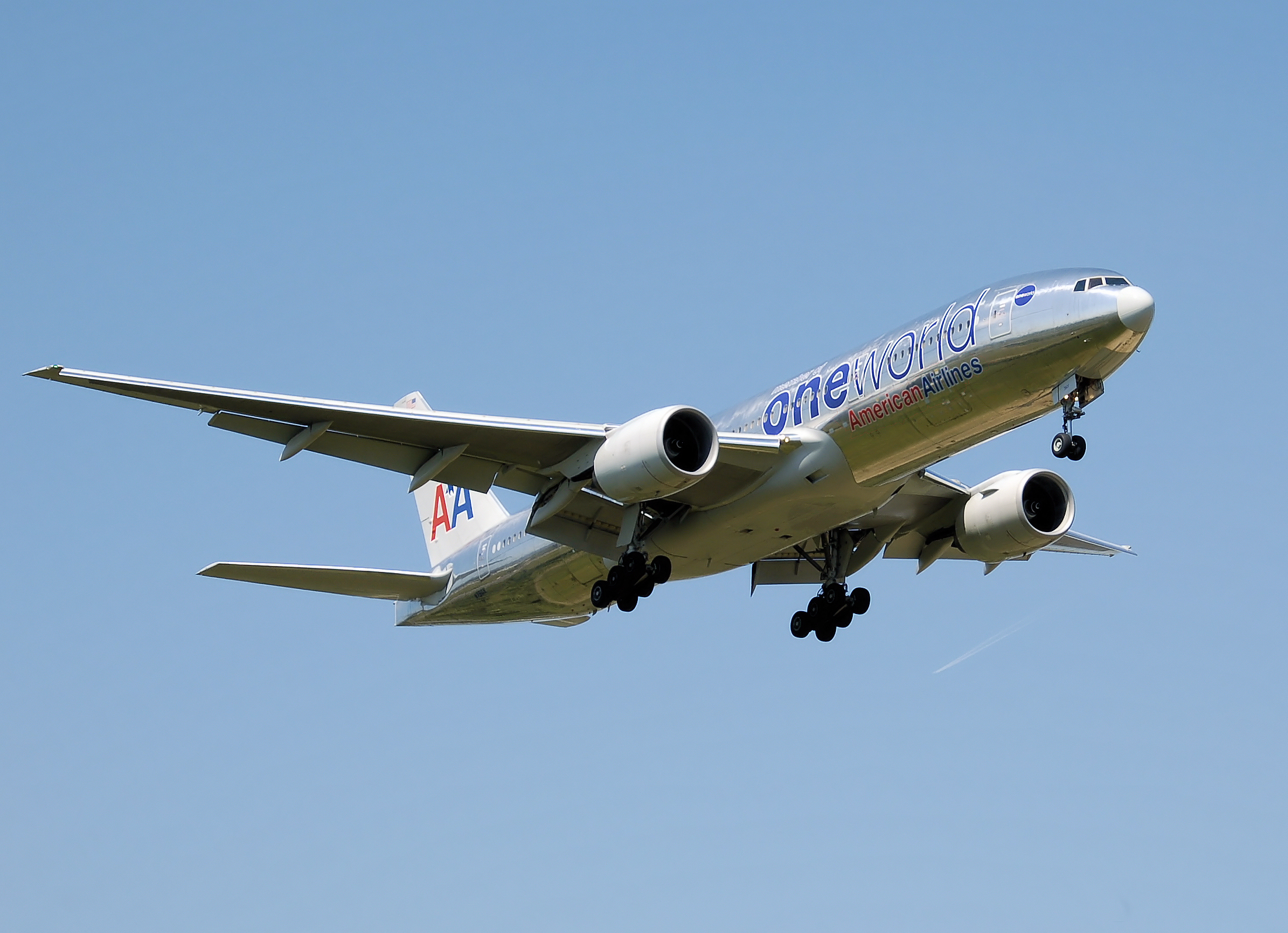
ワンワールド塗装のB777-200ER

1979年に本拠地をダラスに移す。新本拠のダラスがアメリカ本土の中心地点であるという地理的条件を利用し、路線図をスポーク&ハブ・システムに組み替える。1981年からダラス・フォートワース国際空港とシカゴ・オヘア国際空港を主要ハブとし、欧州や日本への路線を拡大。
1981年、経営改善の一環として、生涯ファーストクラス乗り放題のサブスクリプションチケット「Aエアパス」を25万ドル（当時の為替レートで約5500万円）で販売。28人が購入した。ところが購入者が毎日のように同チケットを行使してファーストクラスを利用する乱用者が続出したため、アメリカン航空は更に大きな損失を抱える事態になった。1994年に同チケットの販売を終了し、2007年に不正行為を行った購入者2人のチケットを無効にした。
1980年代後半、サンノゼ国際空港、ローリー・ダーラム国際空港、ナッシュビル国際空港とハブ指定の空港を更に拡大するもの、いずれも利用者が増えず1990年代後半に退却。2000年以降も成田 - サンノゼ線を運航していたが、同じカリフォルニア州にあるロサンゼルスへの乗り入れ開始などを受けて2006年に中止された。
1990年、経営難のトランス・ワールド航空からロンドン・ヒースロー空港への路線権利を4億4500万ドルで獲得。これによりヒースローでアメリカ行きのハブを築く事に成功。同年、これもまた経営難のイースタン航空からマイアミ空港のハブと中南米路線の権利を購入。1990年代以降、アメリカン航空はマイアミのハブを最大限に利用し、カリブ海や中南米への路線開拓へ力を注いだ。
1998年に、ブリティッシュ・エアウェイズとカナディアン航空、キャセイパシフィック航空、およびカンタス航空と共に航空連合「ワンワールド」の結成を発表した。

### 2001年の3度にわたる事件・事故による乗客減

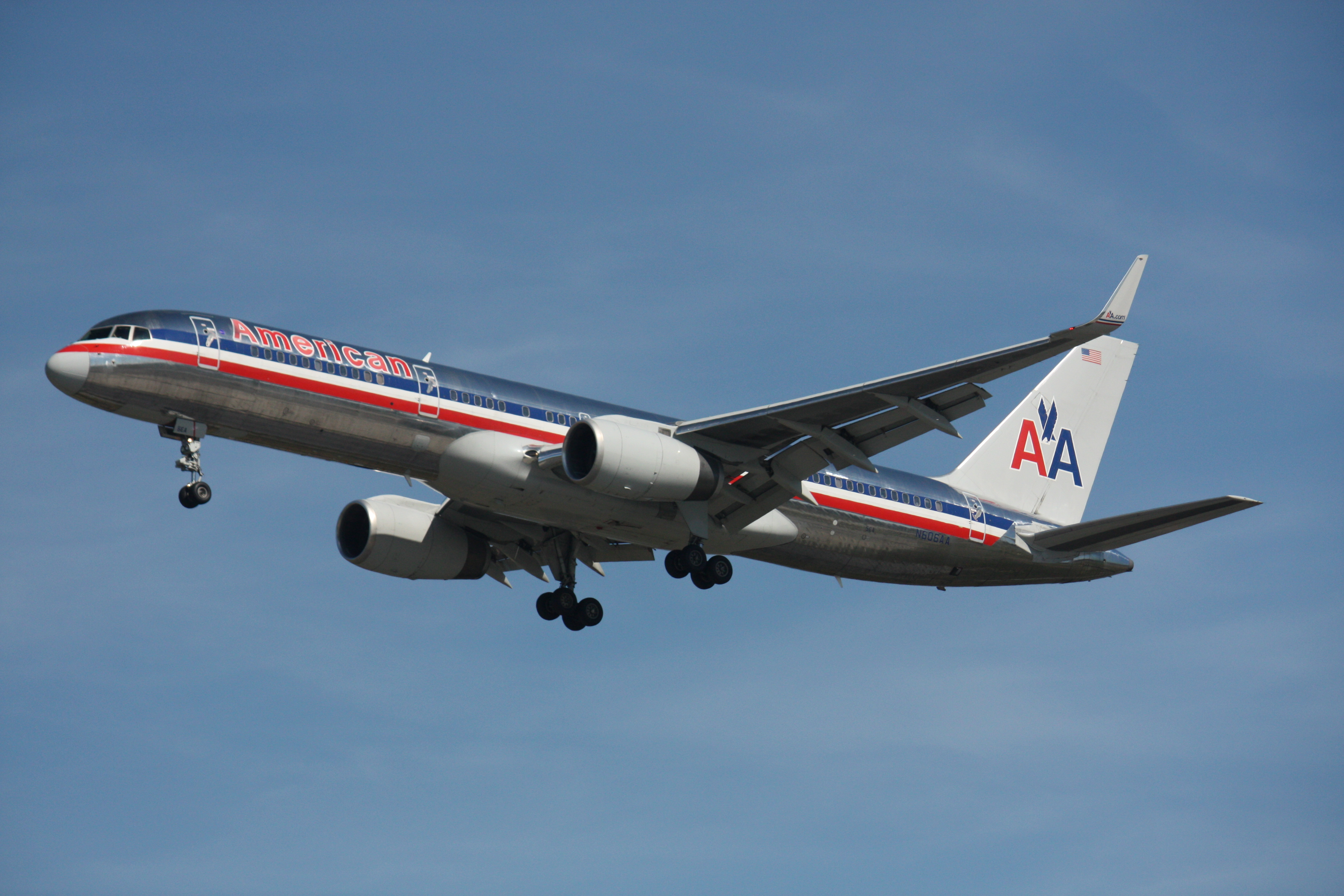
ボーイング757型機

2001年4月、長い間経営難に悩まされていたトランス・ワールド航空とセントルイスのハブ権利を買収。双方の社員組合で給料や先輩優遇制度の違いで不平はあったものの、大手ライバルを吸収することによってアメリカン航空の成長に期待感が生まれた。
しかし、同年の9月に発生したアメリカ同時多発テロ事件では、国内線の11便と77便がハイジャックされてテロに使われた。さらに、2か月後には587便が墜落事故を起こしてしまった。そのため利用客が激減して経営が悪化し、一時期は倒産寸前まで追い込まれた。ユナイテッド航空・デルタ航空・ノースウエスト航空といった大手の同業他社が連邦倒産法第11章の適用を申請して経営破綻する中、アメリカン航空も同章の適用を受ける案が社内で議論されたが、「機内サービスを減らし、コストダウンを図れるところは何でもし、何とか持ち直す」方法で経営破綻を回避することとなった。
これにより、どんなに小さなことでもコストに響くことを再認識し、パイロットやアテンダントからのアドバイスはもちろん、グランドスタッフからメンテまで各部署からコストダウンへの案が出された。自社ブランドイメージとプライドを飲み込み、国内線エコノミークラスの機内食廃止、ファーストクラスで提供されるサラダのオリーブを1個減らす、機内で配られる新聞の撤去など、細かいサービスをカットした。
燃料費が機体重量と比例することも分かり、少しでも機体を軽量化するためにさまざまな案が出された。短距離路線ではコーヒーポットは撤去され、ゲートではエンジンを一切使用せず地上から供給される電源のみで待機、滑走路へタキシング中は片翼のエンジンのみでアイドリングするなど。また燃料を満タンにすると燃料そのものが機体の重量に影響することから、各路線に必要な分だけの燃料を供給する案も実行。この重量と燃料比例リサーチ中にアメリカン航空のポリッシュド・スキン機体が他社の機体よりペンキの重さ分軽いことも判明し、これによりポリッシュド・スキンの機体は当分変更しないと決められた。

### 倒産、そしてUSエアとの合併へ
苦しい経営のなか2007年にテロ後初の業績利益を達成。テロに機体を使われた一被害者ながらも、破産することなく不死鳥の如く甦った航空会社としてさまざまな経済誌から好評価を与えられた。
しかし、その後の燃料費上昇により、2008年5月には各種手数料の値上げを発表、とりわけ米国内線で他社に先駆けて1個目の受託手荷物からの有料化に踏み切ったことで注目を集めた。2011年11月29日、ニューヨーク州の裁判所に連邦倒産法第11章の適用を申請し、破綻した。
2012年8月31日、USエアウェイズとの合併の可能性が示唆された。合併が実現すれば、ユナイテッド航空グループと匹敵するグループになる。

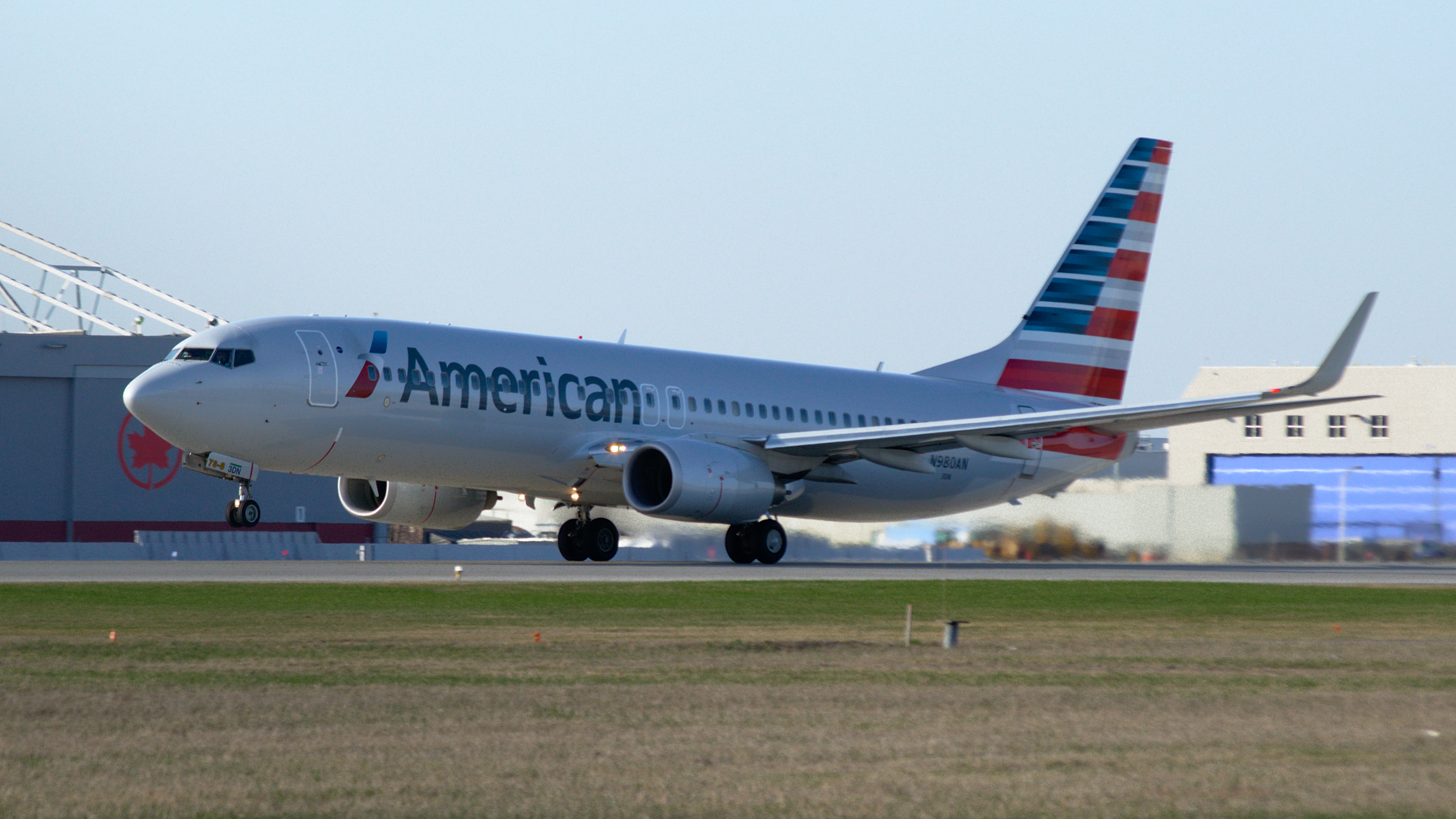
モントリオール・ピエール・エリオット・トルドー国際空港から離陸する新塗装のボーイング 737-800

2013年1月17日、新しい塗装とロゴマークを発表。747-123の導入以来親しまれてきた胴体はこれまでのポリッシュド・スキンを止め銀色塗装となる他、垂直尾翼はこれまでのAAと鷲のロゴからアメリカの星条旗をモチーフとしたストライプ塗装となり、現行塗装のイメージを一新する。
新デザインをまとったボーイング777-300ERの初号機を同年1月31日のAA963便（ダラス - サンパウロ）から路線就航を開始。それ以降に新規導入する機材は全てこの新塗装をまとう（2013年は60機導入）。同時に既存機のファーストクラス・ビジネスクラスの改修を行い、ライフラットシートの導入も行なう予定。また、ダラス - ソウル（仁川）線やシカゴ（オヘア） - デュッセルドルフ線などの長距離国際線にも新規就航を目指している。
2013年1月25日には、新しい制服も発表。デザイナーはケン・カウフマン、アイザック・フランコによるブランド「カウフマンフランコ」を採用した。
2013年2月15日、協議中だったUSエアウェイズとの合併を正式に発表。この合併により、アメリカン航空は年間利益額が世界一の航空会社となった。新会社の社名は「アメリカン航空」で、アライアンスもワンワールド所属が維持される。合併をめぐって、アメリカ合衆国の司法省とアリゾナ州など数州が合併に反対する訴訟を起こしたが、2013年11月12日までにワシントン・ナショナル空港及びニューヨーク・ラガーディア空港の一部発着権等の返上などを条件に和解。同年12月9日に新生アメリカン航空が誕生した。
しかし、新規導入機以外に既存のB777-200ERなどでも新塗装への変更が進行しているが、新生アメリカン航空誕生に伴って就任したダグ・パーカーCEOが、新塗装への進行維持もしくは現AAロゴの描かれた塗装維持かで従業員に伝達し社内投票が行われ、2014年1月2日、新塗装で維持すると発表された。結果を受けて、2014年1月30日にはUSエアウェイズ所属の新塗装1号機（エアバスA319、機体番号N700UW）がお披露目された。
2015年4月、アメリカン航空とUSエアウェイズが単一会社として運航する認可を連邦航空局（FAA）から取得し、同年10月17日には予約システムもアメリカン航空側へ統合されてUSエアウェイズのブランド使用が終了。アメリカン航空に完全統合された。
2016年、アメリカン航空はキューバとの国交回復を機にキューバへ定期便を運航することを明らかにした（アメリカ連邦航空局申請中）。
2017年3月28日、中国南方航空との戦略的提携に合意したと発表。提携にあたり、アメリカン航空が中国南方航空に2億ドル（日本円で約222億円）出資。提携は2017年後半から、コードシェア提携とインターライン契約を開始し、中国、または北米や南米のネットワークを相互の顧客に提供する。コードシェアを実施する路線ではマイレージの獲得やスルーバゲージなどのサービスを提供することになる見込み。

### 新型コロナウイルスの感染拡大
2020年、新型コロナウイルスの感染症が拡大すると世界的に航空機の旅客数は激減。同年4-6月期決算は約21億ドルの赤字、同年7-9月期決算は約24億ドルの赤字となり経営面で大きな打撃を受けた。しかしながら2021年1-3月期は赤字幅が縮小、さらに4-6月期は黒字を確保するなど回復傾向を見せた。

## 保有機材
アメリカン航空が発注したボーイング社製航空機の顧客番号（カスタマーコード）は23で、航空機の形式名は757-223,  767-223ER, 767-323ER, 777-223ER などとなる。
| 機材                   | 保有数 | 発注数 | 座席数 | 座席数 | 座席数 | 座席数 | 座席数 | 座席数 | 備考                                       |
| 機材                   | 保有数 | 発注数 | F      | J      | W      | Y+     | Y      | 計     | 備考                                       |
| ---------------------- | ------ | ------ | ------ | ------ | ------ | ------ | ------ | ------ | ------------------------------------------ |
| エアバスA319-100       | 132    | -      | 8      | -      | -      | 24     | 96     | 128    | 世界最大のオペレーター 132席仕様に改装予定 |
| エアバスA319-100       | -      | -      | 12     | -      | -      | 24     | 96     | 132    | 世界最大のオペレーター 132席仕様に改装予定 |
| エアバスA320-200       | 48     | -      | 12     | -      | -      | 18     | 120    | 150    |                                            |
| エアバスA321-200       | 202    | -      | 20     | -      | -      | 35     | 130    | 190    | 世界最大のオペレーター                     |
| エアバスA321-200       | 16     | -      | 10     | 20     | -      | 36     | 36     | 102    | 大陸横断路線用                             |
| エアバスA321neo        | 74     | 96     | 20     | -      | -      | 47     | 129    | 196    |                                            |
| エアバスA321neo        | 10     | 96     | 16     | -      | -      | 174    | 174    | 190    | アラスカ航空からの移管機材                 |
| エアバスA321XLR        | -      | 50     | -      | 20     | 12     | 123    | 123    | 155    | 2024年より導入予定                         |
| ボーイング737-800      | 303    | -      | 16     | -      | -      | 24     | 132    | 172    |                                            |
| ボーイング737-8 MAX    | 78     | 22     | 16     | -      | -      | 24     | 132    | 172    |                                            |
| ボーイング737-10 MAX   | -      | 115    | 未定   | 未定   | 未定   | 未定   | 未定   | 未定   | 75機のオプション付き                       |
| ボーイング777-200ER    | 47     | -      | -      | 37     | 24     | 66     | 146    | 273    |                                            |
| ボーイング777-300ER    | 20     | -      | 8      | 52     | 28     | 28     | 188    | 304    | 330席仕様に改装予定                        |
| ボーイング777-300ER    | 20     | -      | -      | 70     | 44     | 30     | 186    | 330    | 330席仕様に改装予定                        |
| ボーイング787-8        | 37     | -      | -      | 20     | 28     | 48     | 138    | 234    | 世界最大のオペレーター                     |
| ボーイング787-9        | 22     | -      | -      | 30     | 21     | 34     | 200    | 285    |                                            |
| ボーイング787-9        | 5      | 25     | -      | 51     | 32     | 18     | 143    | 244    |                                            |
| ブーム・オーバーチュア | -      | 20     | 未定   | 未定   | 未定   | 未定   | 未定   | 未定   | 40機のオプション付き                       |
| 計                     | 994    | 328    |        |        |        |        |        |        |                                            |

### ギャラリー

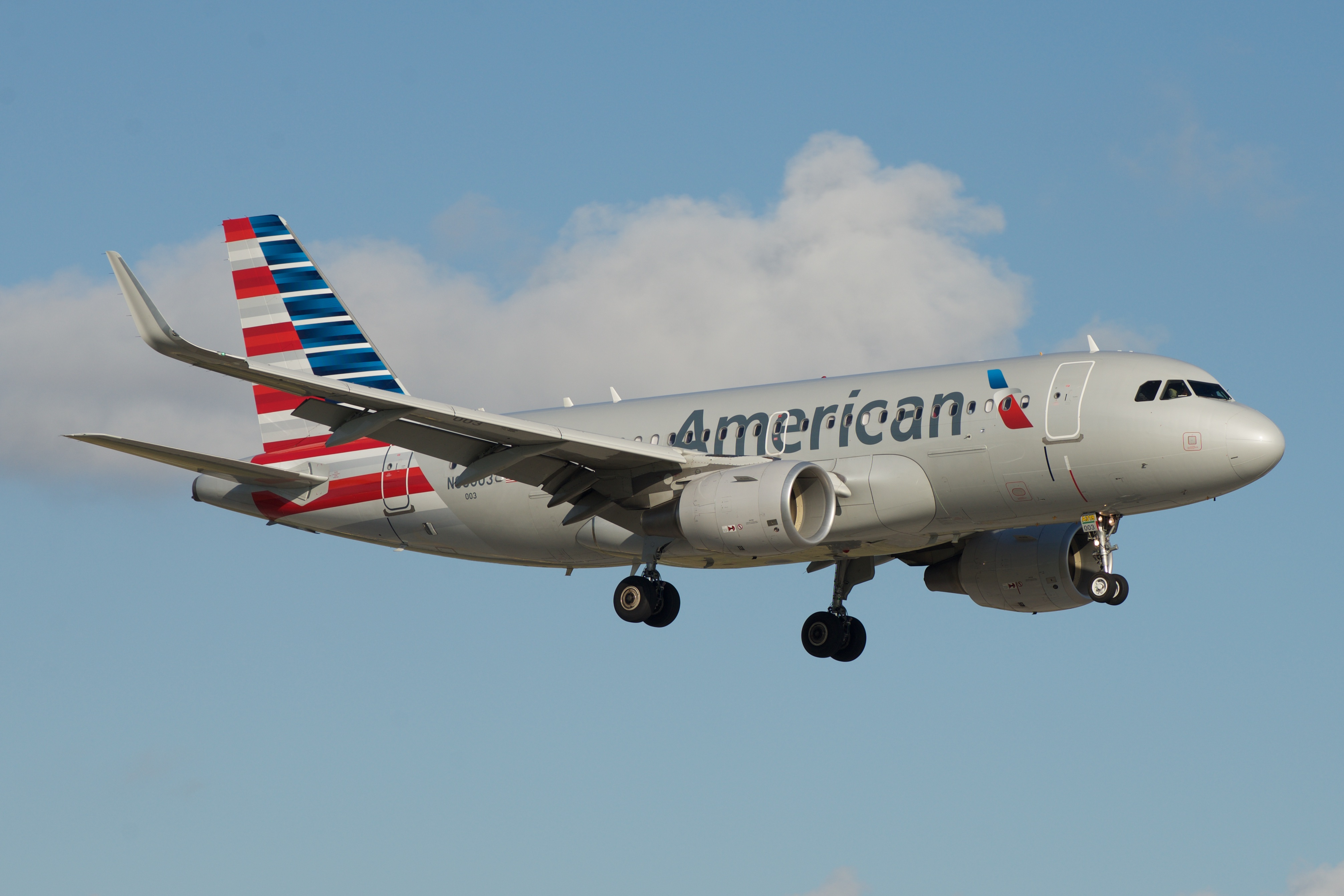
エアバスA319-100
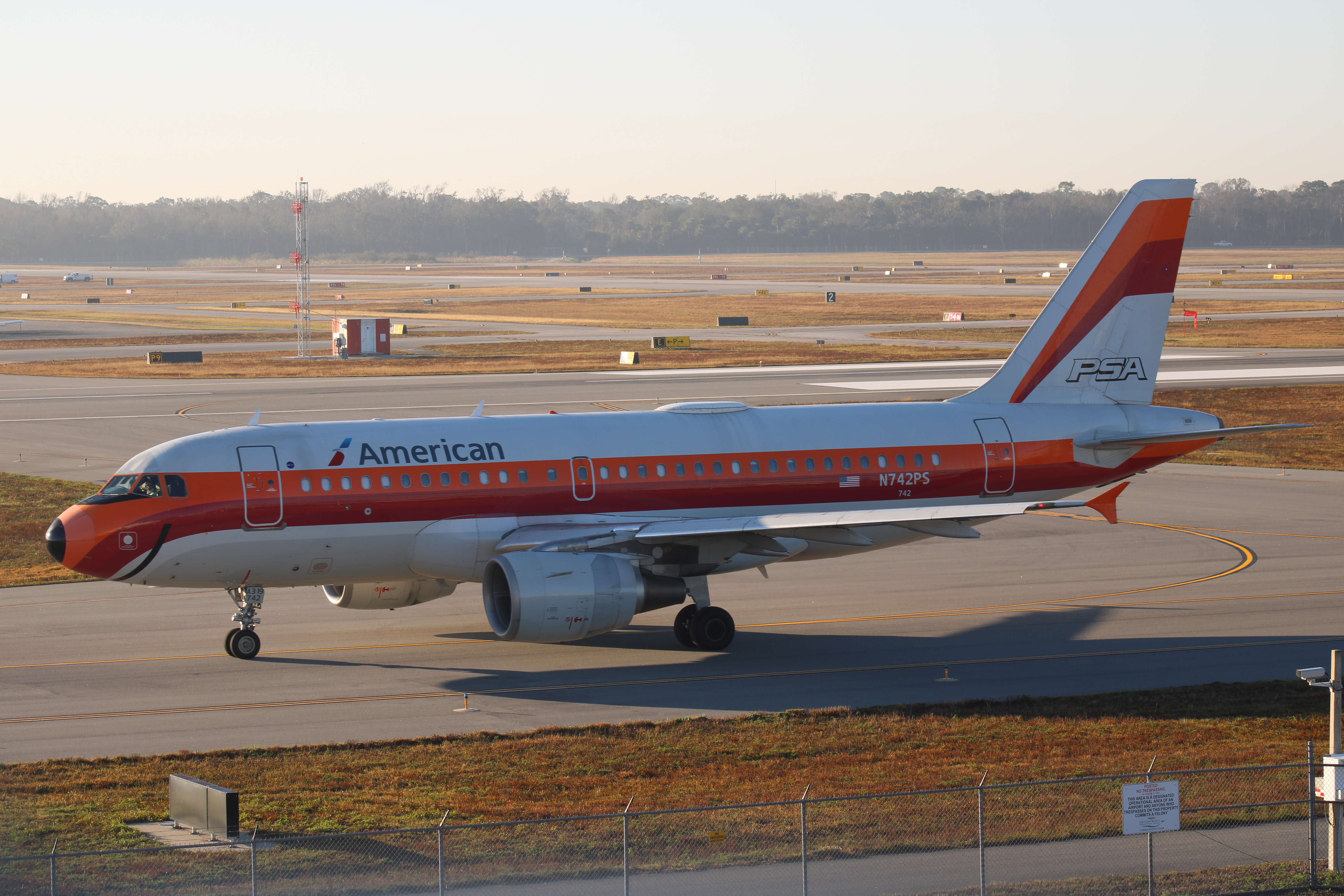
エアバスA319-100（PSA復刻塗装）
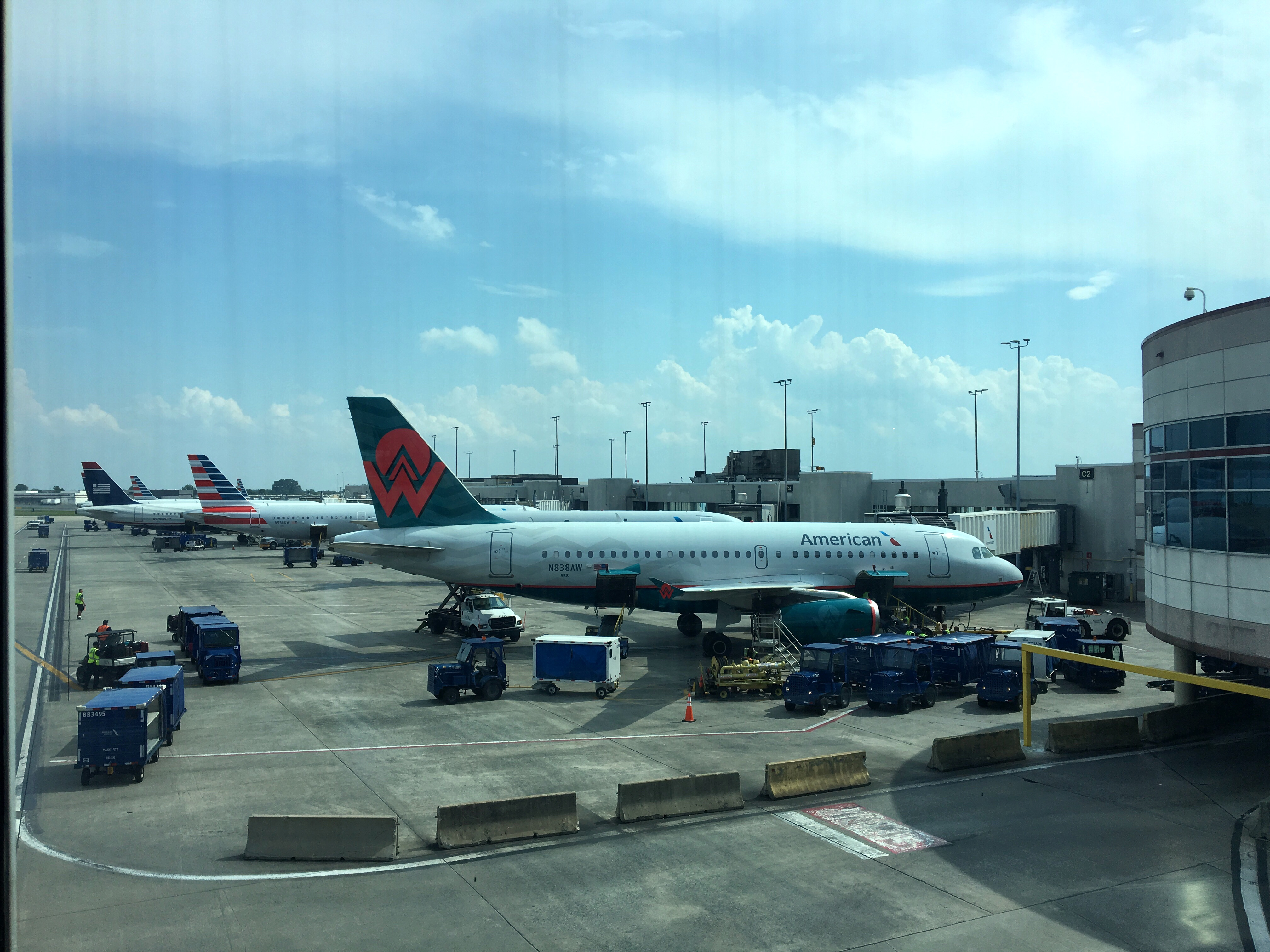
エアバスA319-100（アメリカウエスト航空復刻塗装）
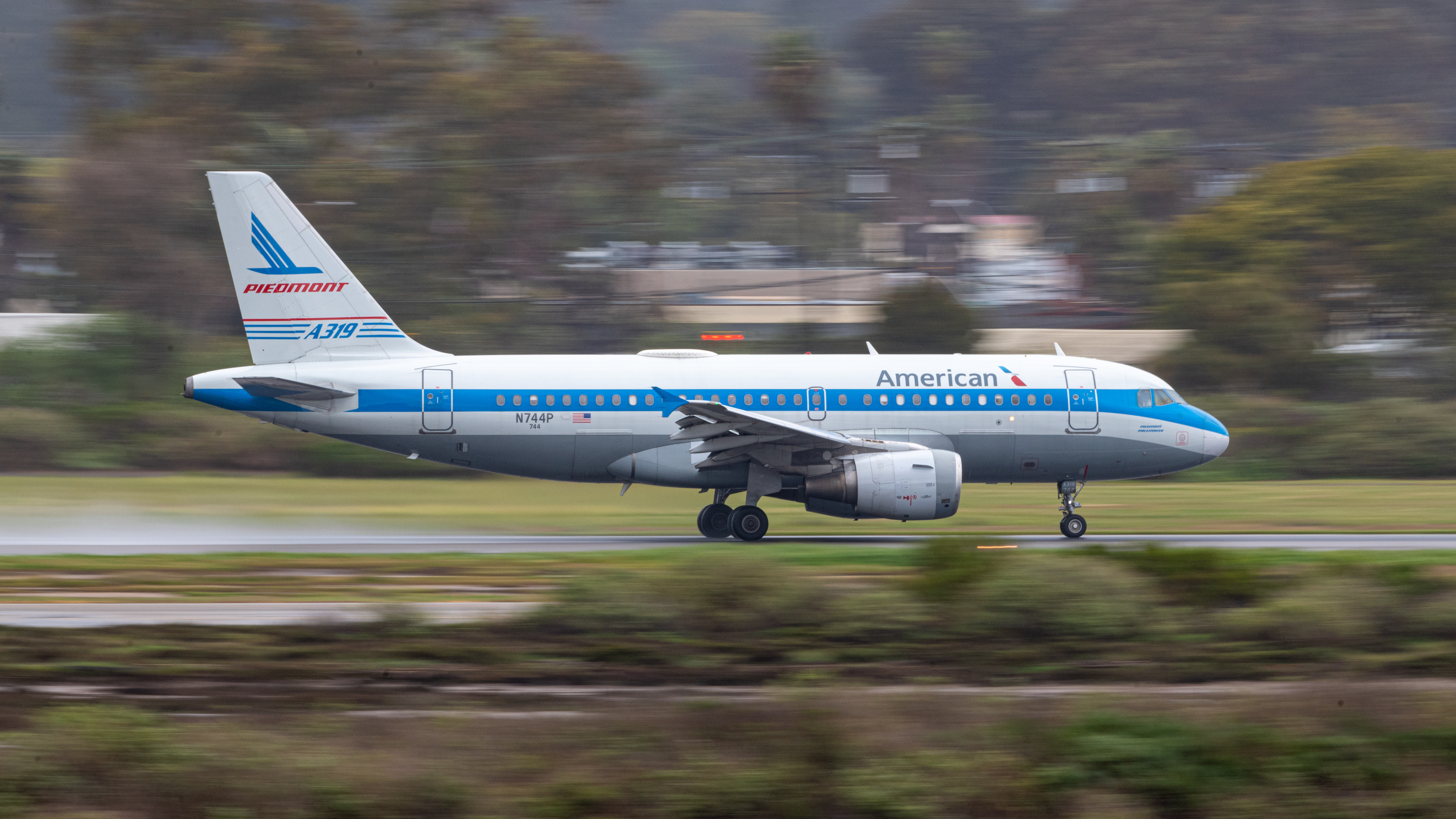
エアバスA319-100（ピードモント航空復刻塗装）
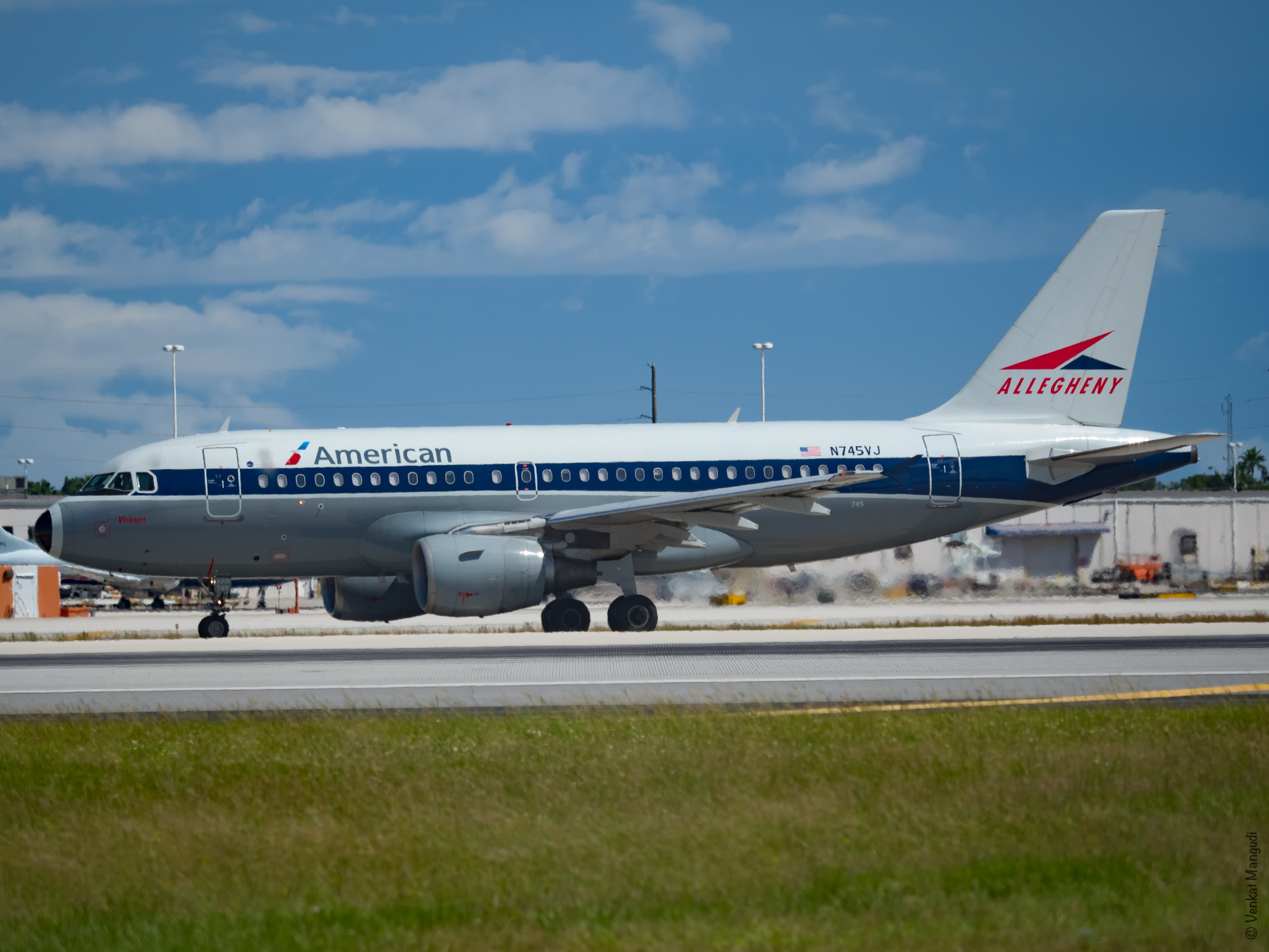
エアバスA319-100（アレゲニー航空復刻塗装）
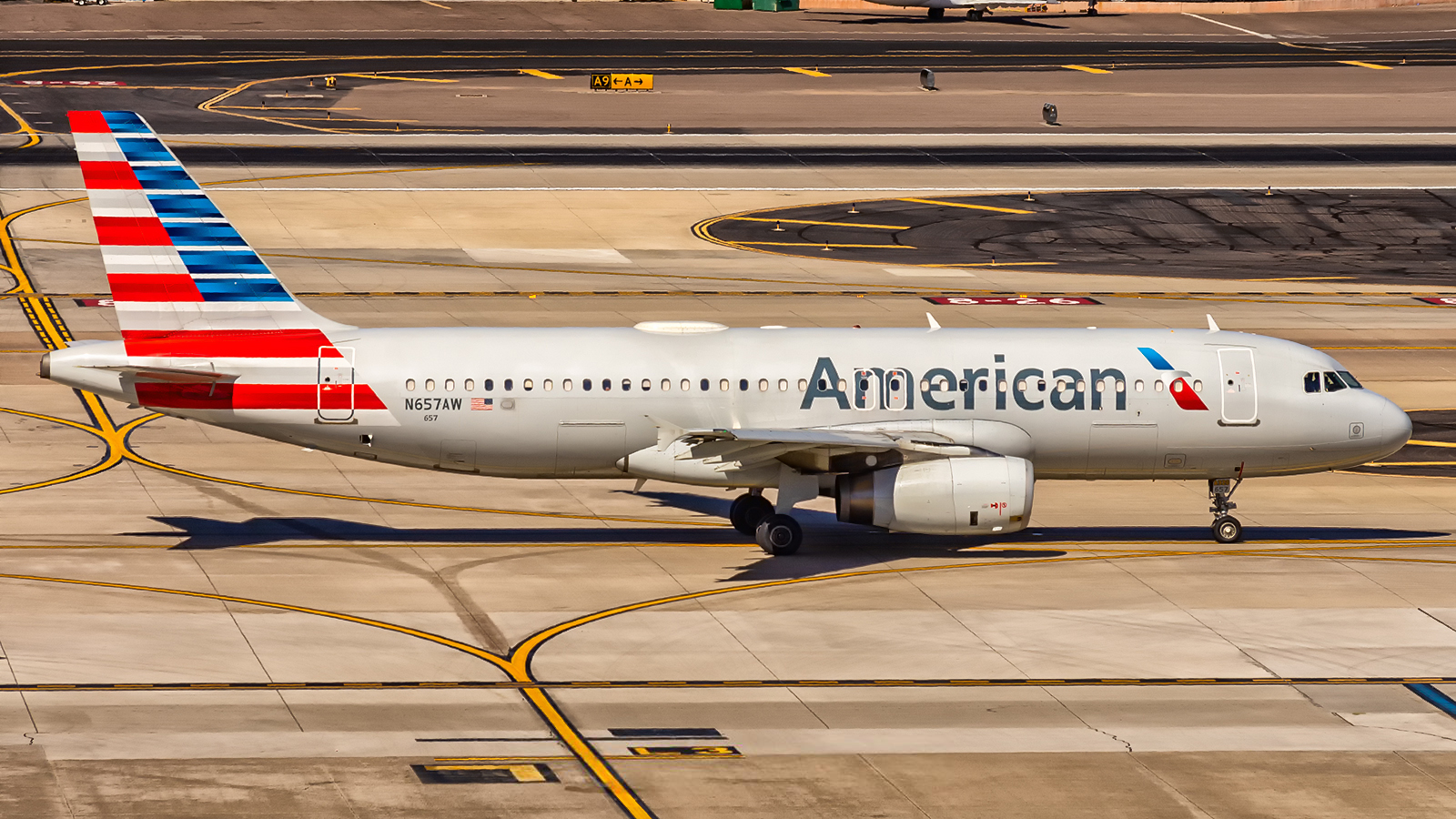
エアバスA320-200
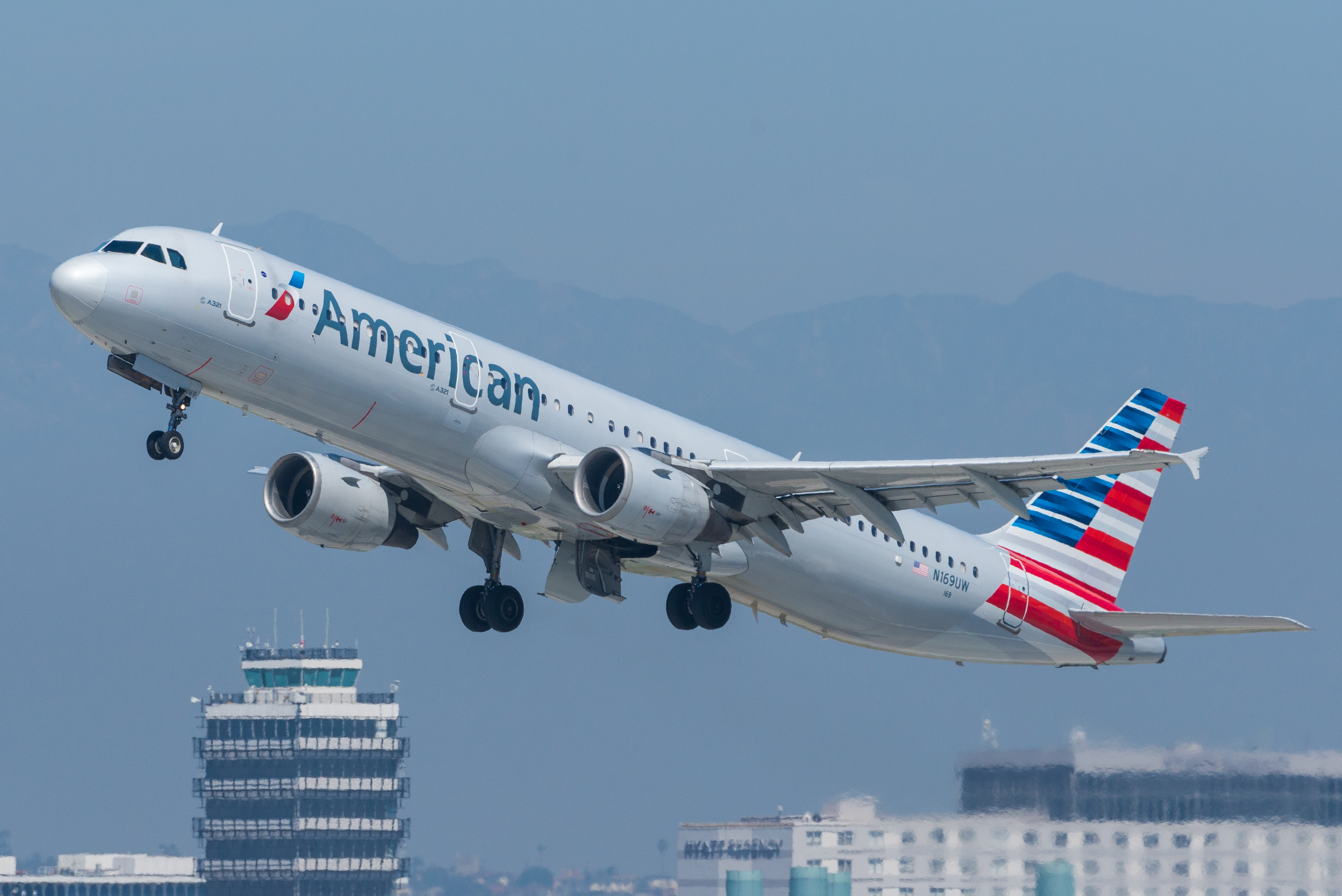
エアバスA321-200
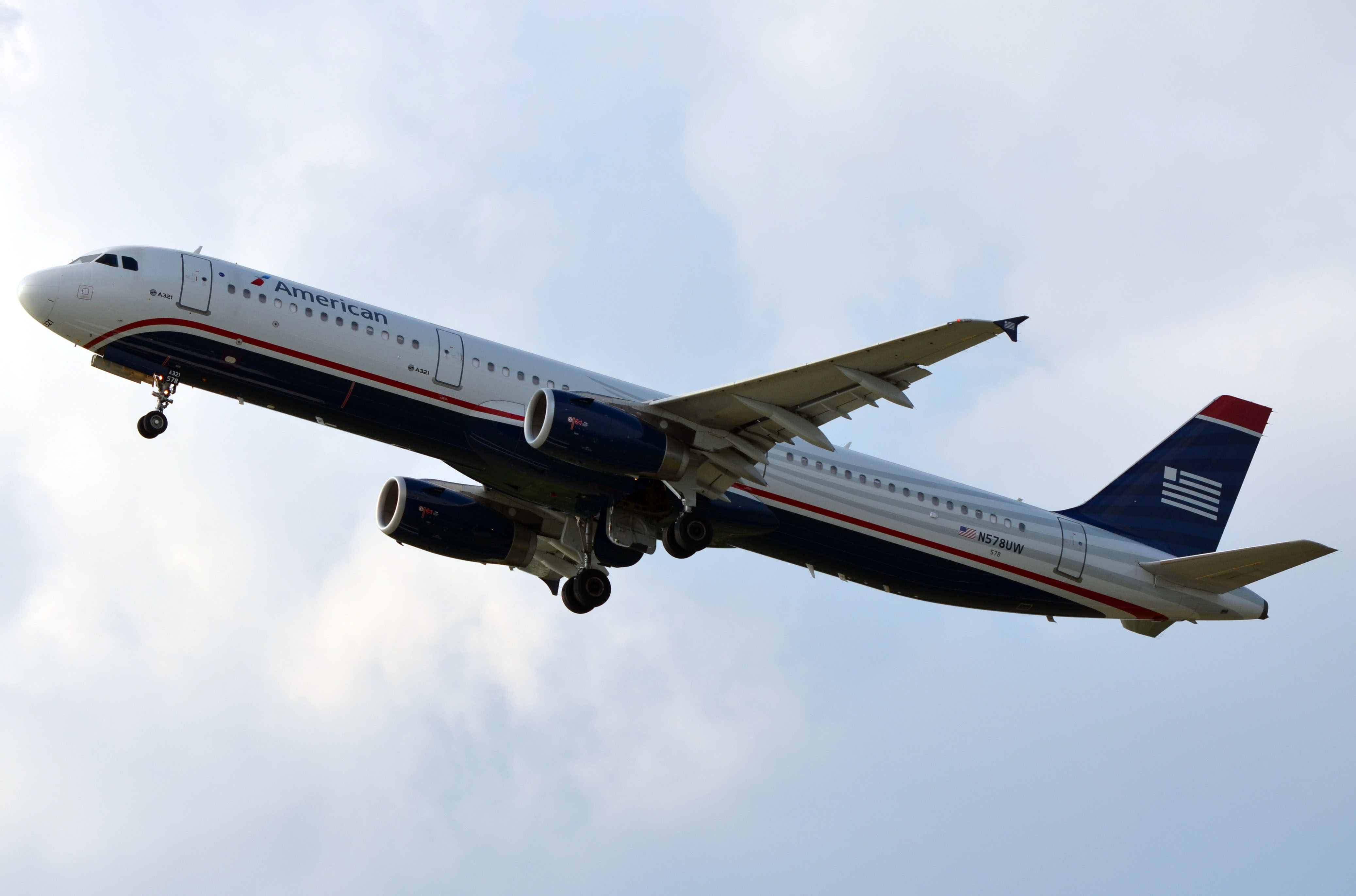
エアバスA321-200（USエアウェイズ復刻塗装）
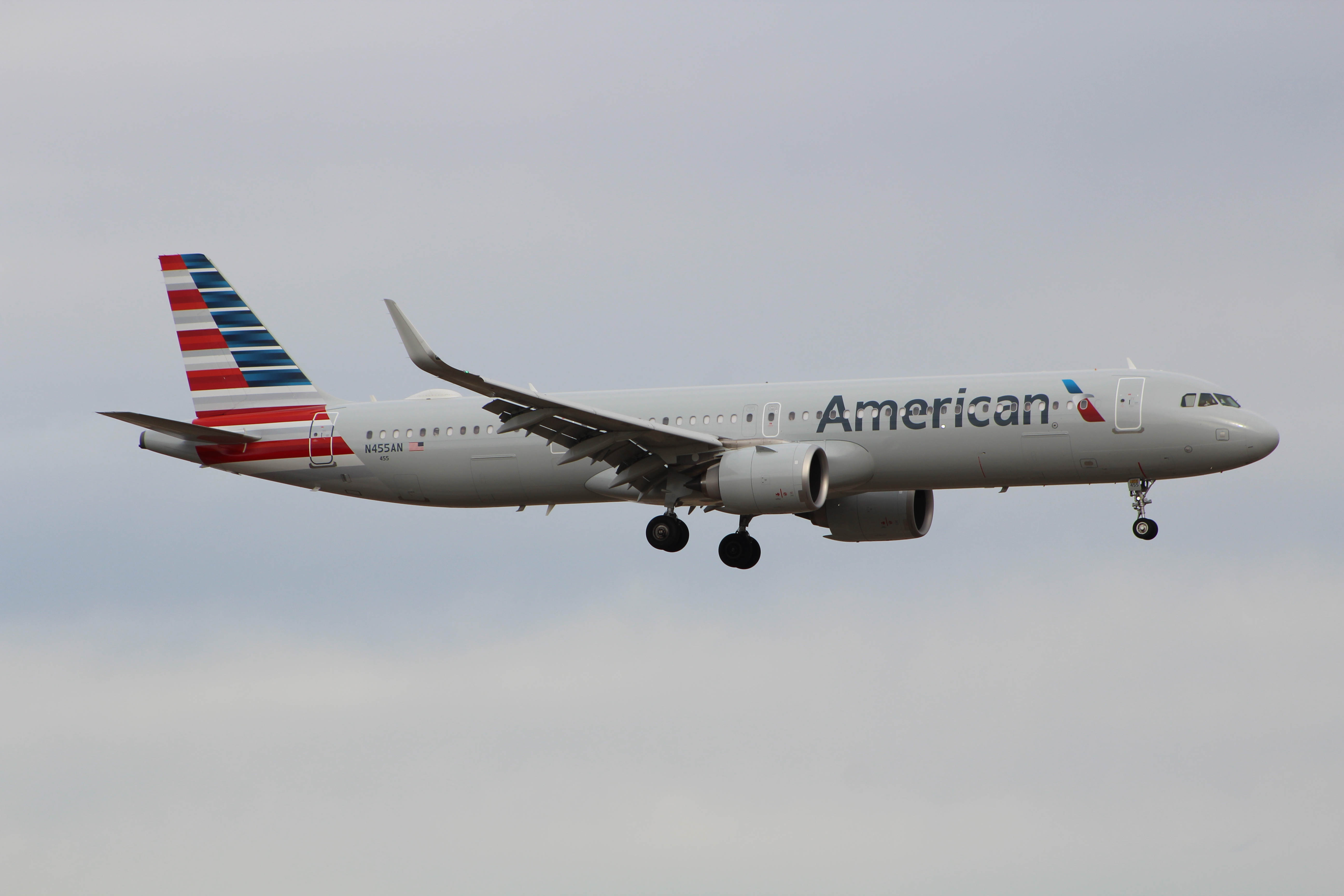
エアバスA321neo
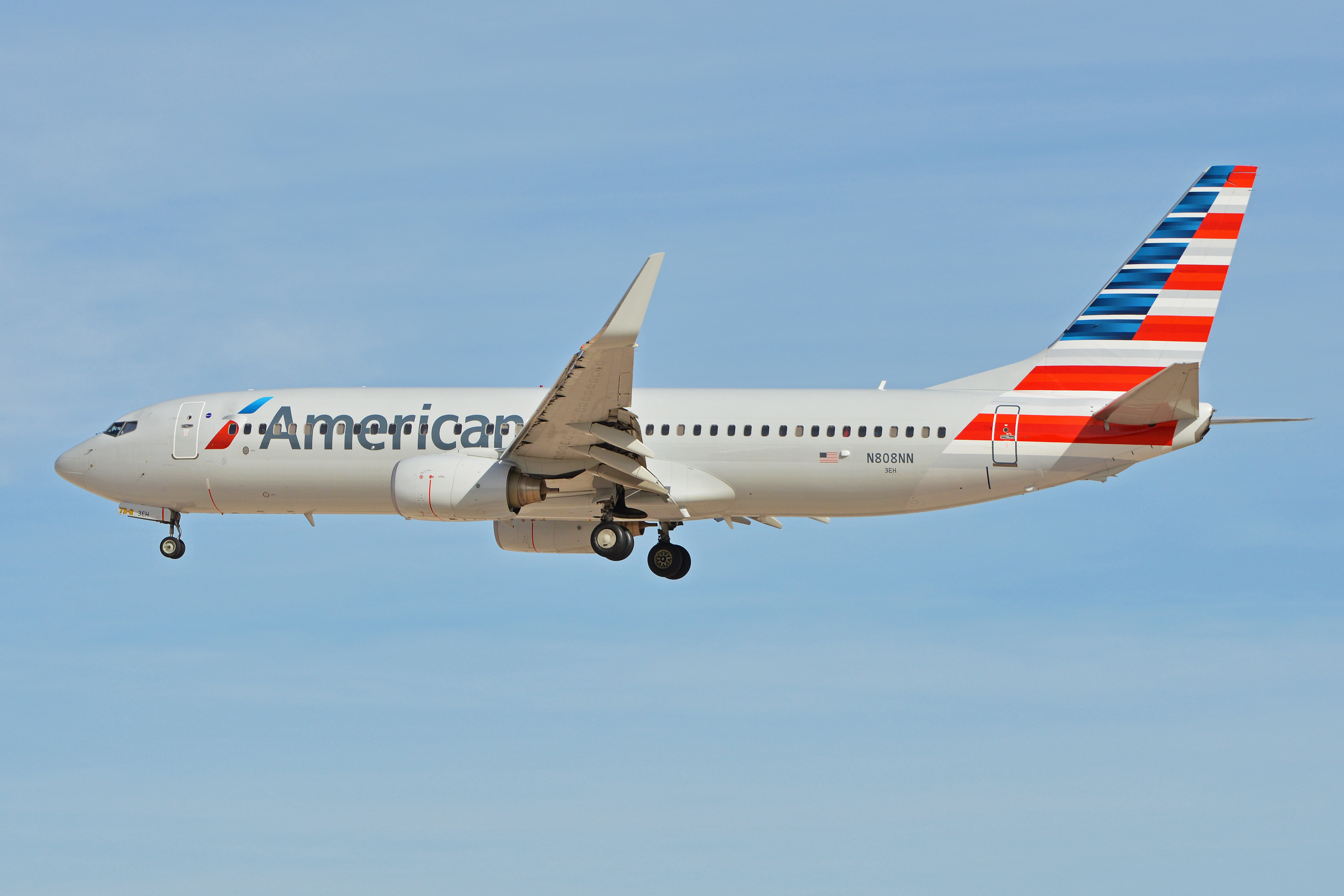
ボーイング737-800
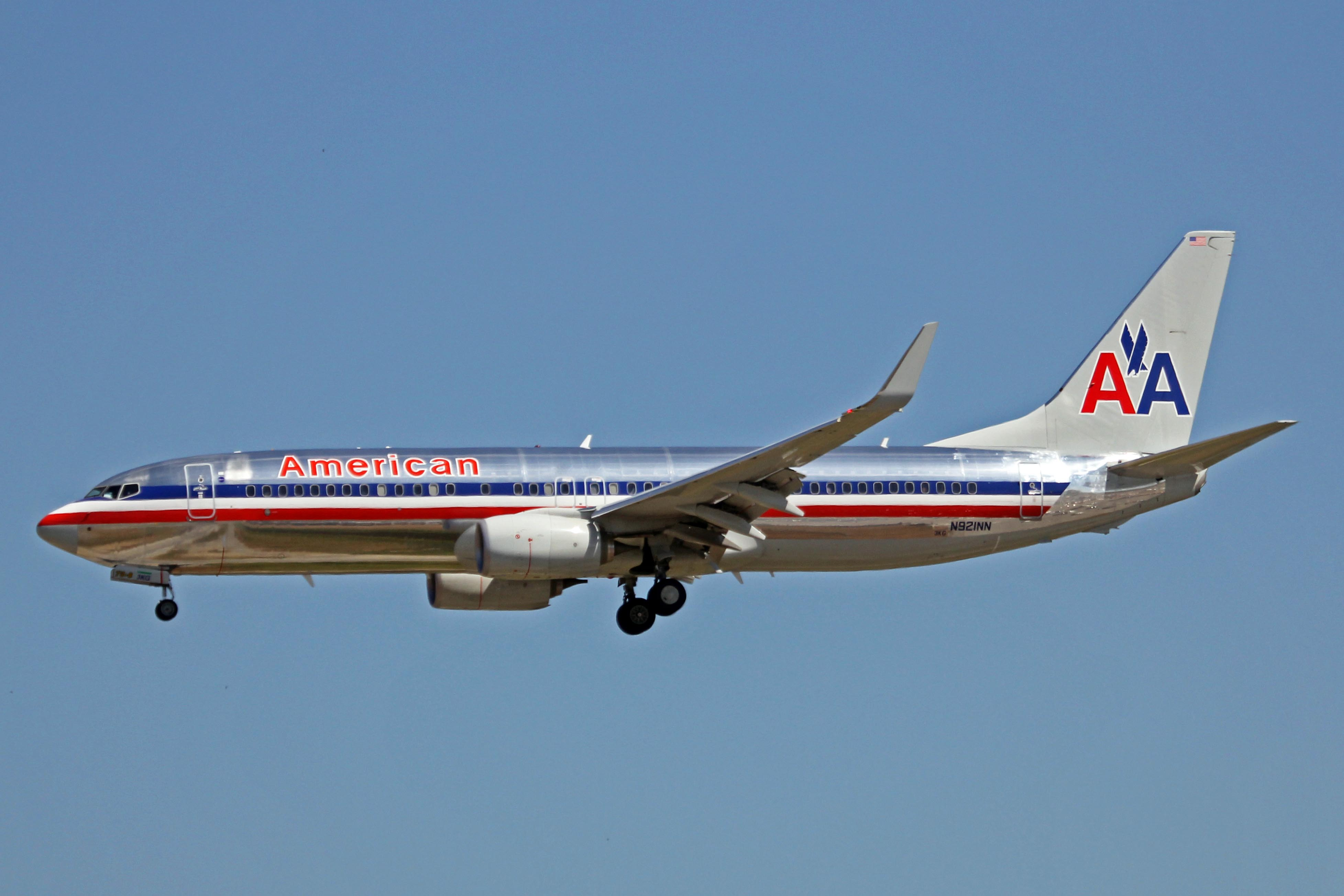
ボーイング737-800（アメリカン・ヘリテージ復刻塗装）
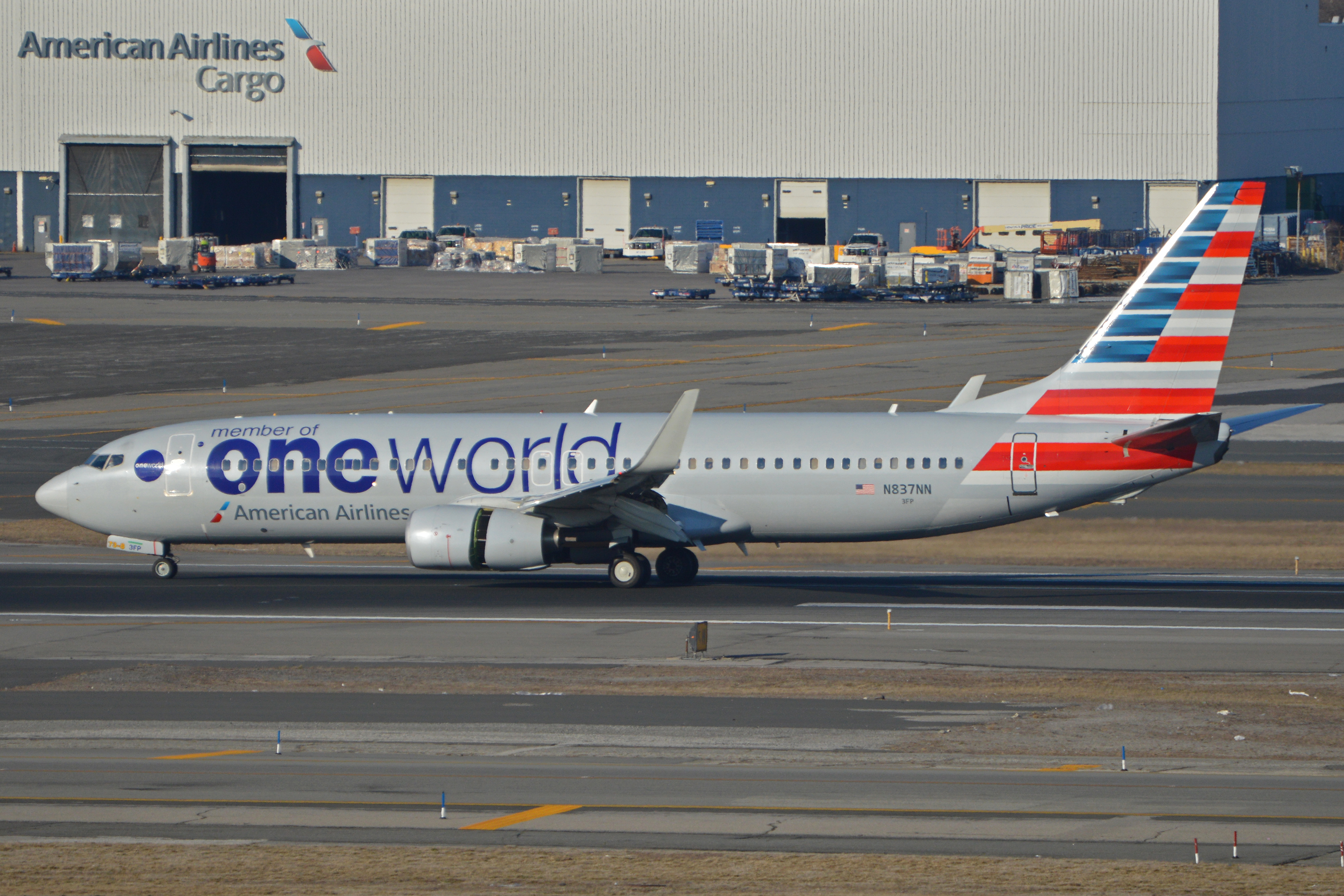
ボーイング737-800（ワンワールド塗装）
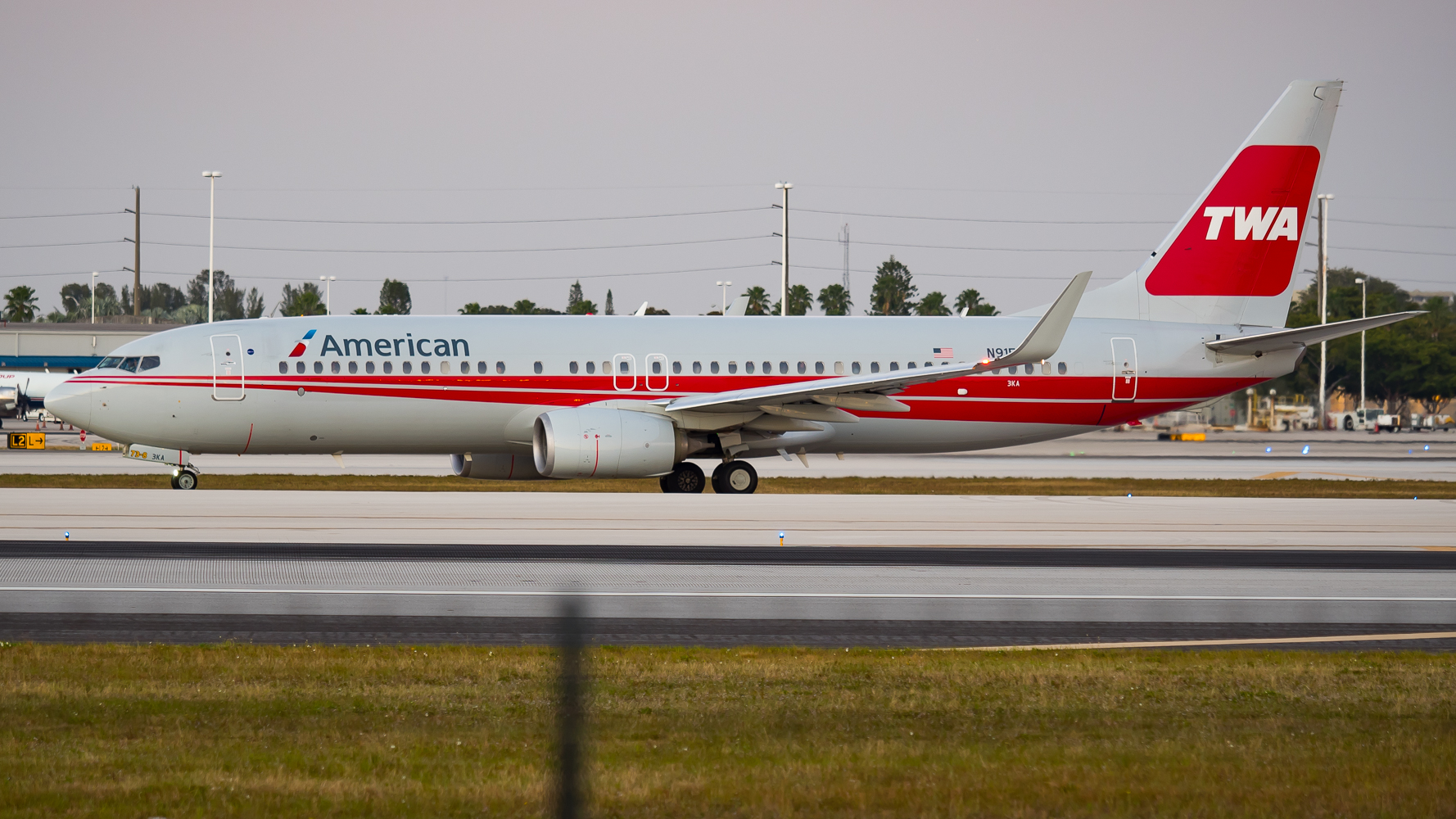
ボーイング737-800（トランス・ワールド航空復刻塗装）
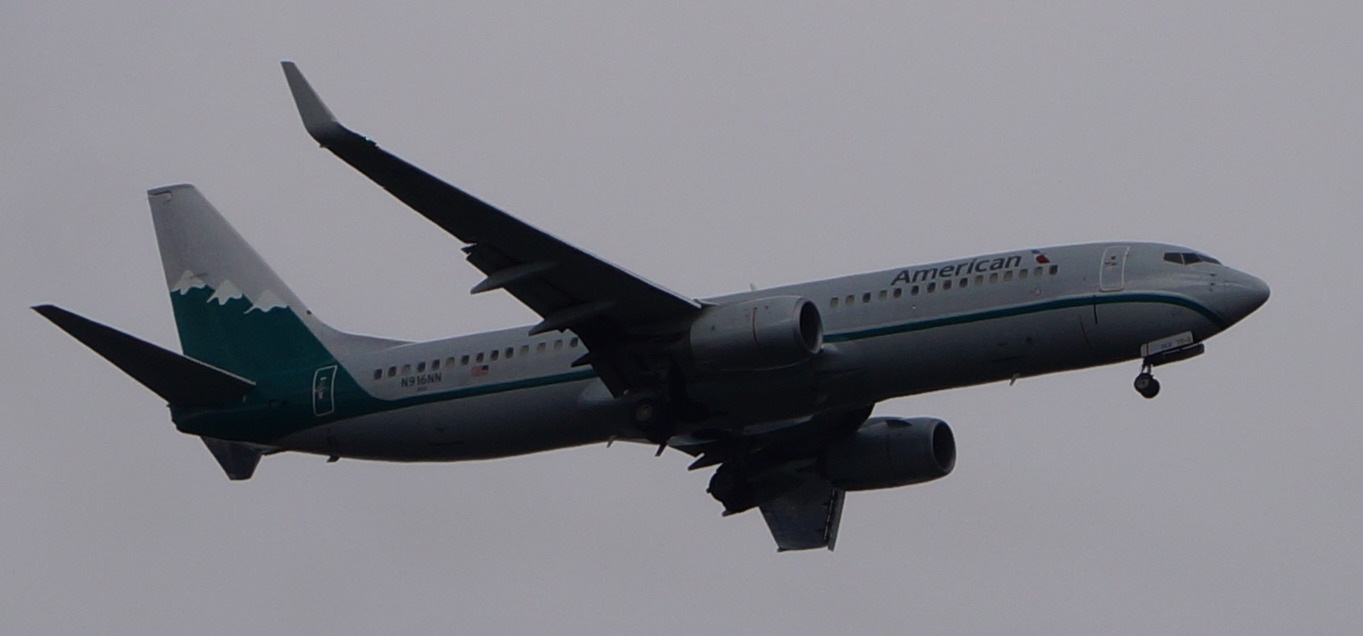
ボーイング737-800（リノ・エア復刻塗装）
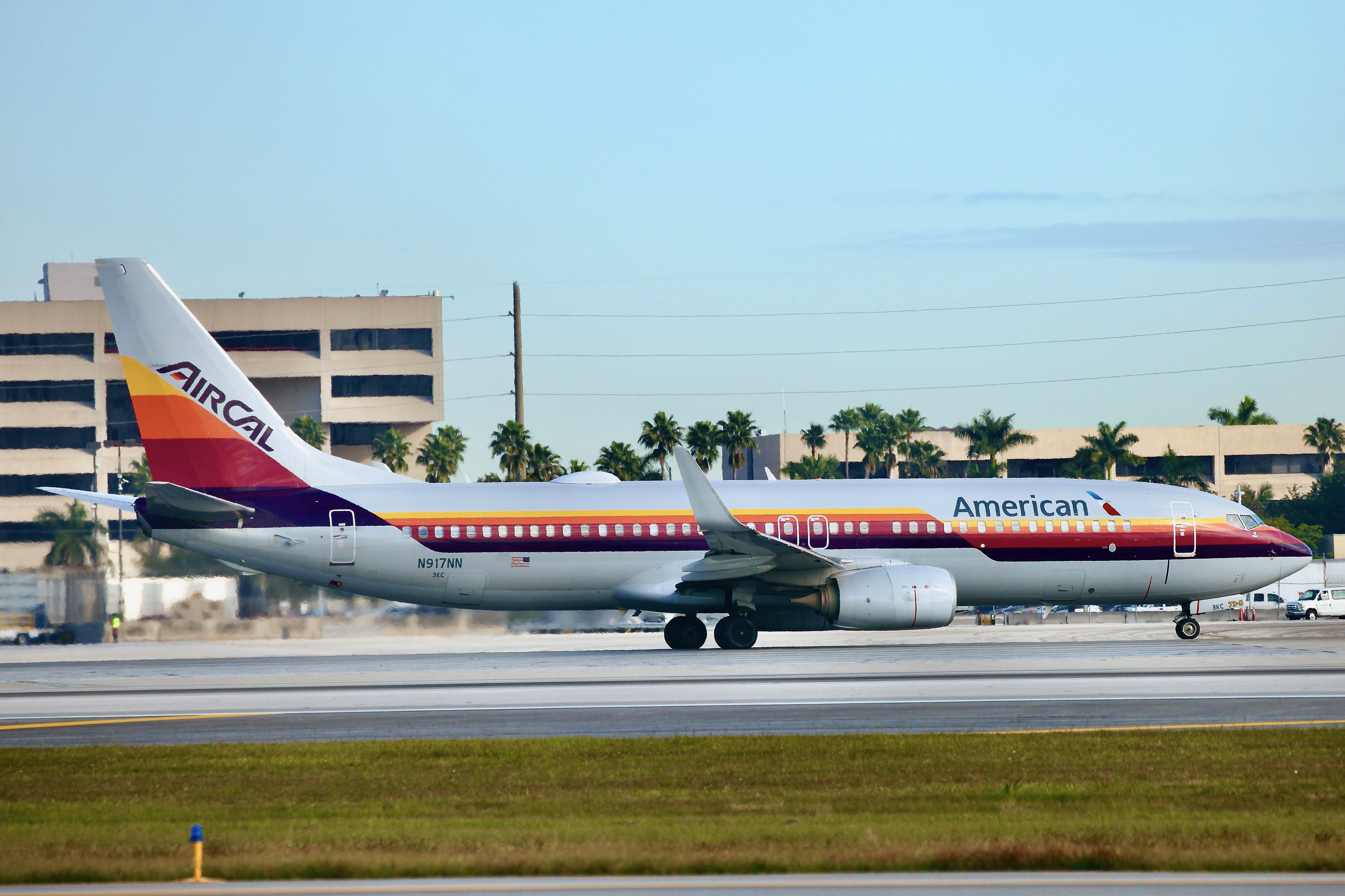
ボーイング737-800（エアカル復刻塗装）
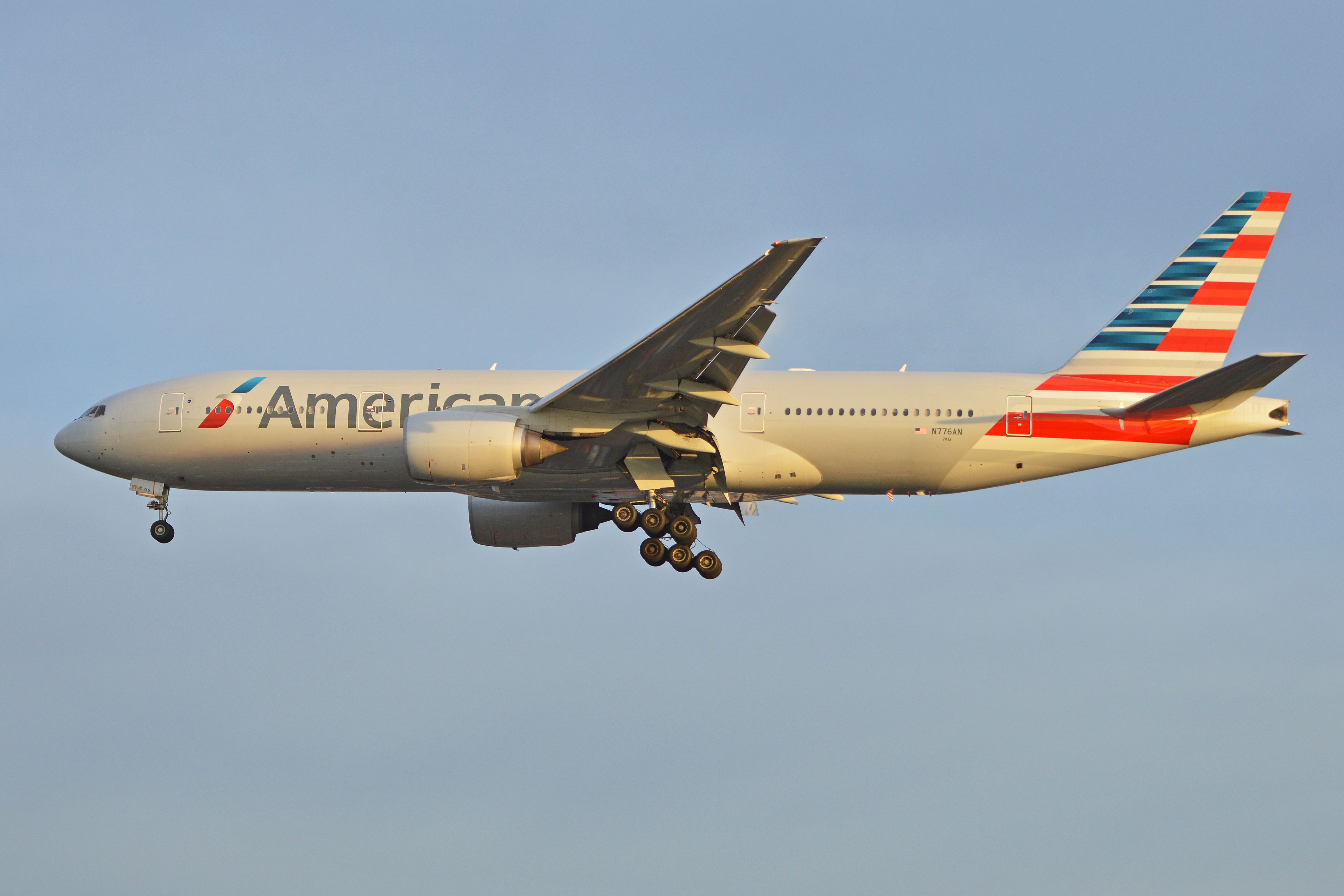
ボーイング777-200ER
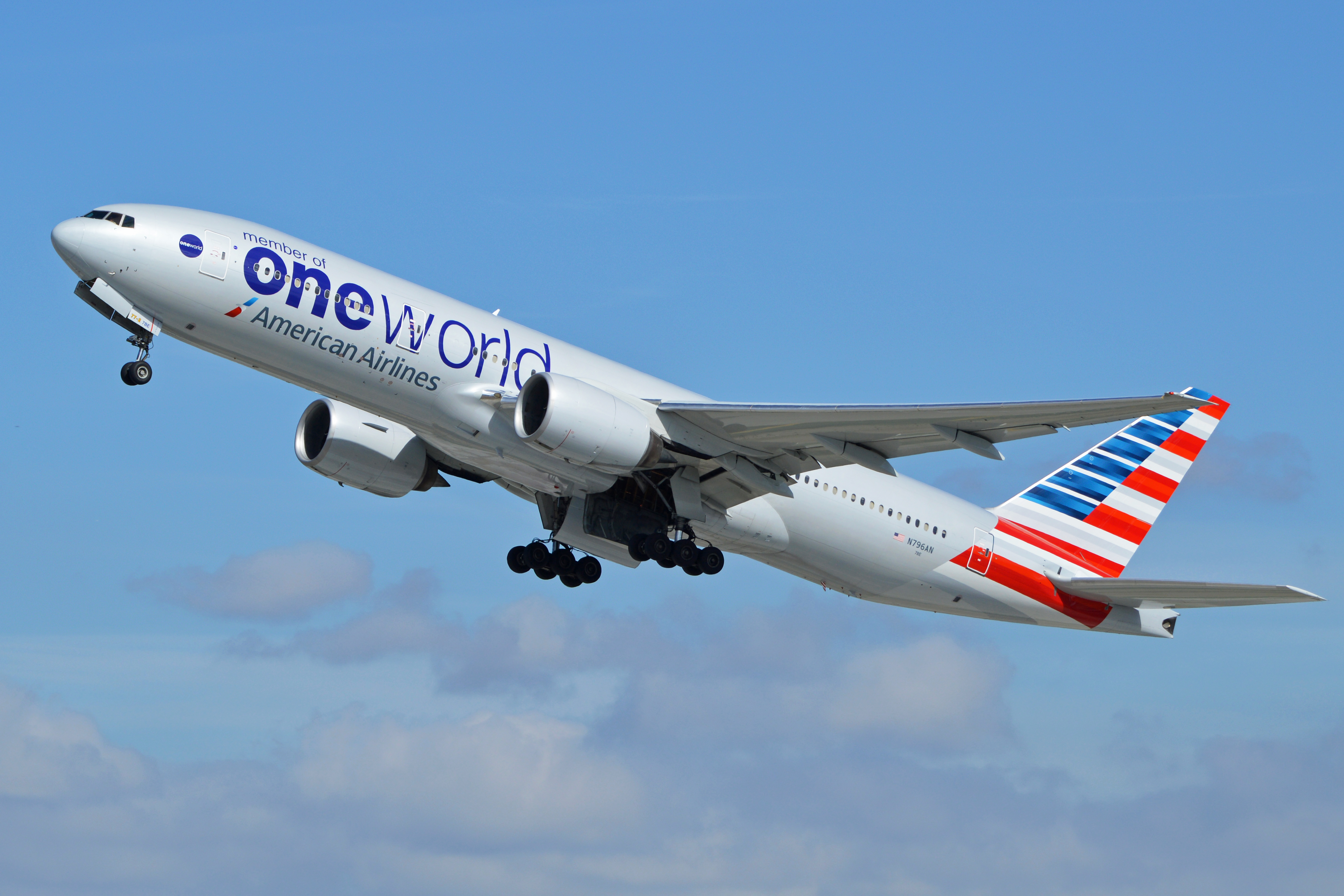
ボーイング777-200ER（ワンワールド塗装）
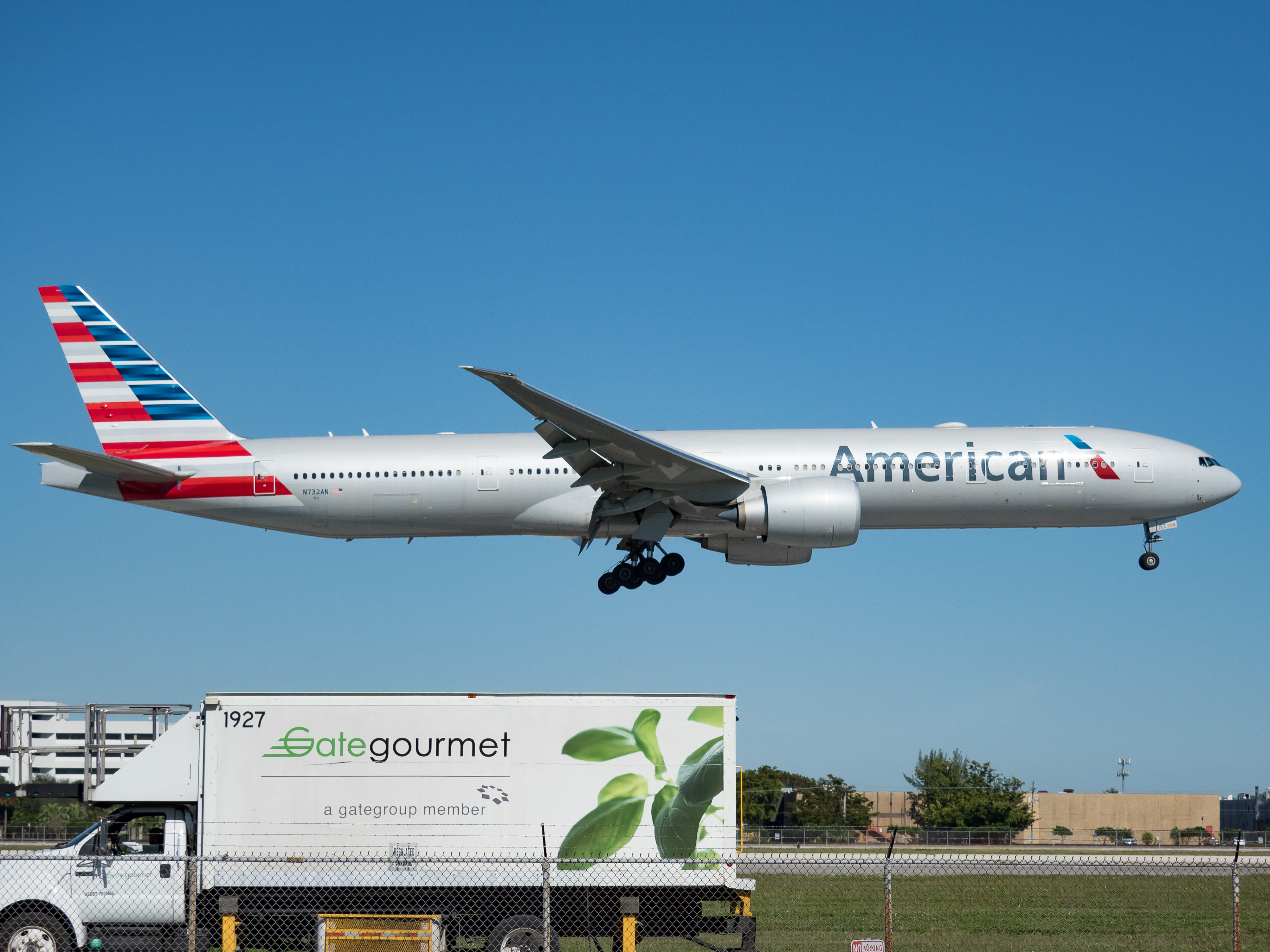
ボーイング777-300ER
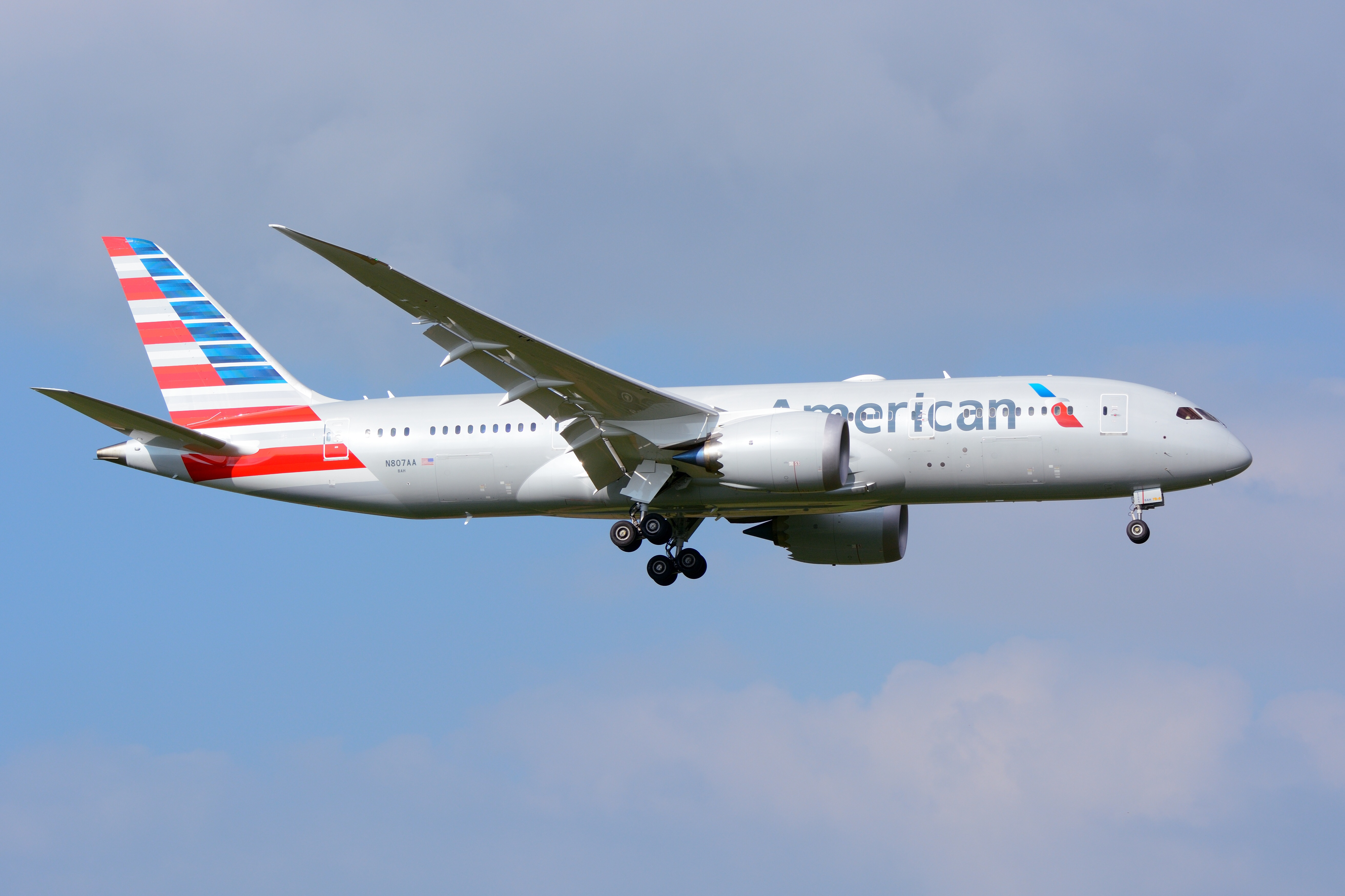
ボーイング787-8
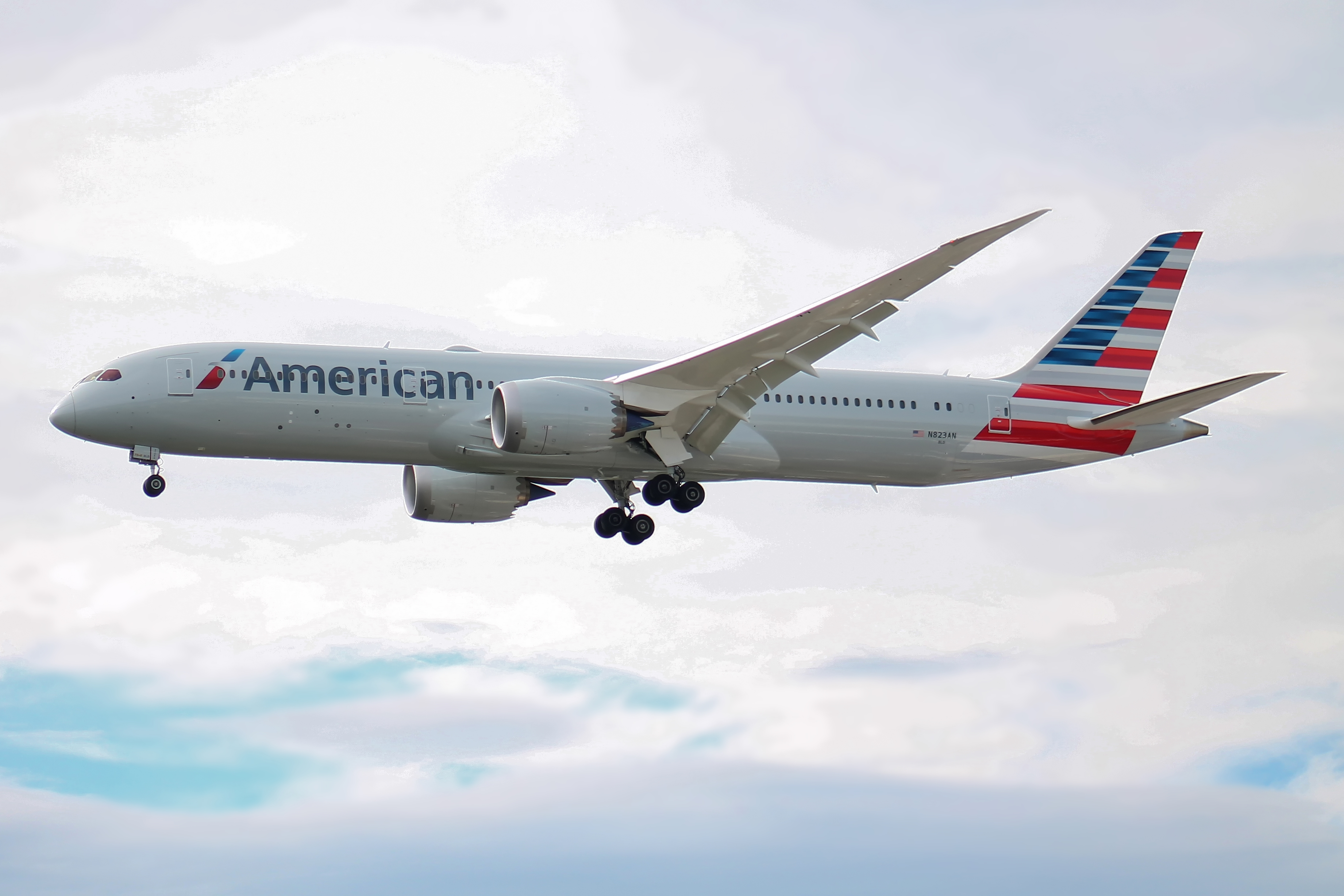
ボーイング787-9

### 引退機材
- エアバスA300B4-600R
- エアバスA330-200
- エアバスA330-300
- BAC 1-11
- BAe 146
- ボーイング377
- ボーイング707
- ボーイング727
- ボーイング747-100
- ボーイング747SP
- ボーイング757-200
- ボーイング767-300ER:COVID-19により引退前倒し
- コンベア240
- コンベア990
- ダグラス DC-3
- ダグラス DC-6
- ダグラス DC-7
- マクドネル・ダグラス DC-10
- マクドネル・ダグラス MD-11
- マクドネル・ダグラス MD-80
- マクドネル・ダグラス MD-90
- エンブラエル190:COVID-19により引退前倒し

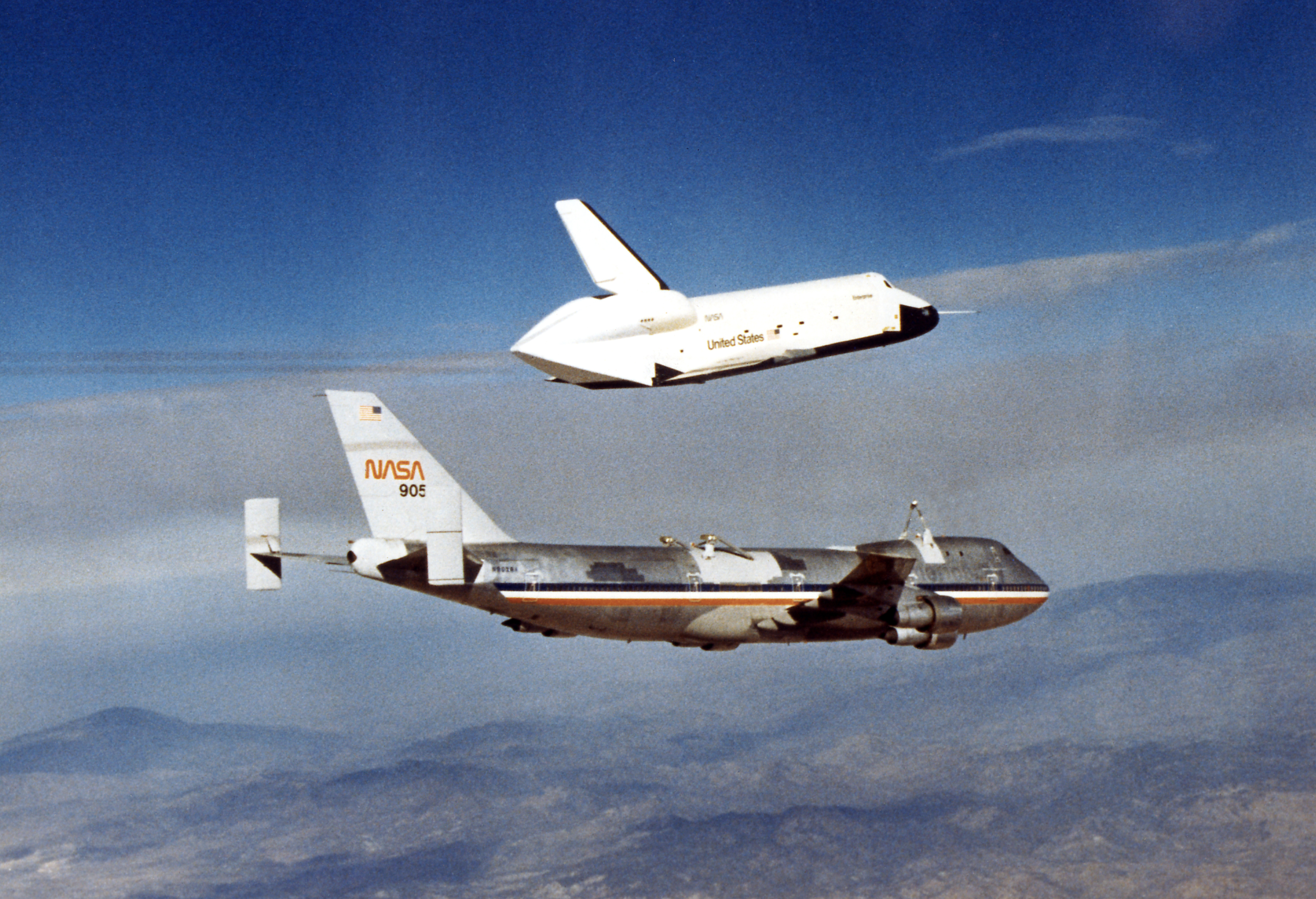
「ポリッシュド・スキン」にNASAのマークを付けたN905NAと進入着陸試験中のエンタープライズ号

- フォッカー 100
- ロッキード L-188

- エアバスA300-600R
- BAC1-11
- ボーイング707
- ボーイング727
- ボーイング747-100
- ボーイング747SP
- ボーイング737-200
- ボーイング767-300ER
- コンベア CV-240
- コンベア CV-990
- ダグラスDC-6
- ダグラスDC-7B
- マクドネル・ダグラスDC-10
- マクドネル・ダグラスMD-11
- マクドネル・ダグラスMD-80
- フォッカー100
- ロッキードL-188

#### N905NA
1970年にアメリカン航空向けに製造されたボーイング747-123型機(N9668)は、1974年にNASAへ研究用として売却され、その後シャトル輸送機へ転用された。NASAは購入後も長らくポリッシュド・スキンのまま運用していた。

## 就航都市
アメリカン航空の路線は4大陸へ就航しており、特に北・南米間の路線が充実している。ハブ空港のダラス/フォートワース、マイアミ、ロサンゼルス、ニューヨーク/JFKからは南米へ、シカゴ/オヘア、ロサンゼルスはヨーロッパとアジアへの玄関口となっている。また、アメリカの航空会社で唯一アンギラ、ボリビア、ドミニカ国、グレナダ、セントビンセント・グレナディーンとウルグアイへ就航している。
その一方で、アジア・オセアニア、アフリカ・中東路線が弱く、特にアフリカ・中東に限っては自社便による運航がないためコードシェア便による運航で補っている。アジア・オセアニアは日本航空とキャセイパシフィック航空、カンタス航空で、アフリカ・中東はブリティッシュ・エアウェイズ、ロイヤル・ヨルダン航空による運航となっている。ただし、これらは経営政策の一環とも言える施策で、ワンワールド加盟航空会社のコードシェア便として運航することでコストを削減しつつ、加盟航空会社との共存共栄を図っている。
| アメリカン航空 就航都市 (2015年12月現在) | アメリカン航空 就航都市 (2015年12月現在) | アメリカン航空 就航都市 (2015年12月現在)               | アメリカン航空 就航都市 (2015年12月現在)                                | アメリカン航空 就航都市 (2015年12月現在) |
| ---------------------------------------- | ---------------------------------------- | ------------------------------------------------------ | ----------------------------------------------------------------------- | ---------------------------------------- |
| 国                                       | 都市                                     | 空港                                                   | 備考                                                                    |                                          |
| 北アメリカ                               |                                          |                                                        |                                                                         |                                          |
| アメリカ合衆国                           | アラバマ州バーミングハム                 | バーミングハム＝シャトルズワース国際空港               |                                                                         |                                          |
| アメリカ合衆国                           | アーカンソー州フェイエットビル           | ノースウエストアーカンソー地方空港                     |                                                                         |                                          |
| アメリカ合衆国                           | アラバマ州ハンツビル                     | ハンツビル国際空港                                     |                                                                         |                                          |
| アメリカ合衆国                           | アラスカ州アンカレッジ                   | テッド・スティーブンス・アンカレッジ国際空港           |                                                                         |                                          |
| アメリカ合衆国                           | アリゾナ州フェニックス                   | フェニックス・スカイハーバー国際空港                   |                                                                         |                                          |
| アメリカ合衆国                           | アリゾナ州                               | ツーソン国際空港                                       |                                                                         |                                          |
| アメリカ合衆国                           | カリフォルニア州バーバンク               | ハリウッド・バーバンク空港                             |                                                                         |                                          |
| アメリカ合衆国                           | カリフォルニア州ヨセミテ国立公園         | フレズノ・ヨセミテ国際空港                             |                                                                         |                                          |
| アメリカ合衆国                           | カリフォルニア州ロサンゼルス             | ロサンゼルス国際空港                                   | ハブ空港                                                                |                                          |
| アメリカ合衆国                           | カリフォルニア州パームスプリングス       | パームスプリングス国際空港                             |                                                                         |                                          |
| アメリカ合衆国                           | カリフォルニア州オークランド             | オークランド国際空港                                   |                                                                         |                                          |
| アメリカ合衆国                           | カリフォルニア州オンタリオ               | オンタリオ国際空港                                     |                                                                         |                                          |
| アメリカ合衆国                           | カリフォルニア州サクラメント             | サクラメント国際空港                                   |                                                                         |                                          |
| アメリカ合衆国                           | カリフォルニア州サンディエゴ             | サンディエゴ国際空港                                   |                                                                         |                                          |
| アメリカ合衆国                           | カリフォルニア州サンフランシスコ         | サンフランシスコ国際空港                               |                                                                         |                                          |
| アメリカ合衆国                           | カリフォルニア州サンノゼ                 | ノーマン・Y・ミネタ・サンノゼ国際空港                  |                                                                         |                                          |
| アメリカ合衆国                           | カリフォルニア州オレンジ郡               | ジョン・ウェイン空港                                   |                                                                         |                                          |
| アメリカ合衆国                           | コロラド州デンバー                       | デンバー国際空港                                       |                                                                         |                                          |
| アメリカ合衆国                           | コネチカット州ハートフォード             | ブラッドレー国際空港                                   |                                                                         |                                          |
| アメリカ合衆国                           | フロリダ州フォートローダーデール         | フォートローダーデール・ハリウッド国際空港             |                                                                         |                                          |
| アメリカ合衆国                           | フロリダ州フォートマイヤーズ             | サウスウエスト・フロリダ国際空港                       |                                                                         |                                          |
| アメリカ合衆国                           | フロリダ州ジャクソンビル                 | ジャクソンビル国際空港                                 |                                                                         |                                          |
| アメリカ合衆国                           | フロリダ州マイアミ                       | マイアミ国際空港                                       | ハブ空港                                                                |                                          |
| アメリカ合衆国                           | フロリダ州オーランド                     | オーランド国際空港                                     |                                                                         |                                          |
| アメリカ合衆国                           | フロリダ州タンパ                         | タンパ国際空港                                         |                                                                         |                                          |
| アメリカ合衆国                           | フロリダ州ウェストパームビーチ           | パームビーチ国際空港                                   |                                                                         |                                          |
| アメリカ合衆国                           | ジョージア州アトランタ                   | ハーツフィールド・ジャクソン・アトランタ国際空港       |                                                                         |                                          |
| アメリカ合衆国                           | ハワイ州ホノルル                         | ホノルル国際空港                                       |                                                                         |                                          |
| アメリカ合衆国                           | ハワイ州マウイ島                         | カフルイ国際空港                                       |                                                                         |                                          |
| アメリカ合衆国                           | ハワイ州ハワイ島                         | コナ国際空港                                           |                                                                         |                                          |
| アメリカ合衆国                           | アイダホ州エイダ郡                       | ボイシ空港                                             |                                                                         |                                          |
| アメリカ合衆国                           | イリノイ州シカゴ                         | シカゴ・オヘア国際空港                                 | ハブ空港                                                                |                                          |
| アメリカ合衆国                           | インディアナ州インディアナポリス         | インディアナポリス国際空港                             |                                                                         |                                          |
| アメリカ合衆国                           | ケンタッキー州ルイビル                   | ルイビル国際空港                                       |                                                                         |                                          |
| アメリカ合衆国                           | オハイオ州シンシナティ                   | シンシナティ・ノーザンケンタッキー国際空港             |                                                                         |                                          |
| アメリカ合衆国                           | ルイジアナ州ニューオーリンズ             | ルイ・アームストロング・ニューオーリンズ国際空港       |                                                                         |                                          |
| アメリカ合衆国                           | メリーランド州ボルチモア                 | ボルチモア・ワシントン国際空港                         |                                                                         |                                          |
| アメリカ合衆国                           | マサチューセッツ州ボストン               | ジェネラル・エドワード・ローレンス・ローガン国際空港   | 焦点都市                                                                |                                          |
| アメリカ合衆国                           | ミシガン州デトロイト                     | デトロイト・メトロポリタン・ウェイン・カウンティ空港   |                                                                         |                                          |
| アメリカ合衆国                           | ミシガン州グランドラピッズ               | ジェラルド・R・フォード国際空港                        |                                                                         |                                          |
| アメリカ合衆国                           | ミネソタ州ミネアポリス                   | ミネアポリス・セントポール国際空港                     |                                                                         |                                          |
| アメリカ合衆国                           | ミズーリ州カンザスシティ                 | カンザスシティ国際空港                                 |                                                                         |                                          |
| アメリカ合衆国                           | ミズーリ州セントルイス                   | ランバート・セントルイス国際空港                       | 焦点空港                                                                |                                          |
| アメリカ合衆国                           | モンタナ州ビリングス                     | ビリングス・ローガン国際空港                           |                                                                         |                                          |
| アメリカ合衆国                           | ネブラスカ州オマハ                       | エプリー・エアフィールド                               |                                                                         |                                          |
| アメリカ合衆国                           | ネバダ州ラスベガス                       | マッカラン国際空港                                     |                                                                         |                                          |
| アメリカ合衆国                           | ネバダ州リノ                             | リノ・タホ国際空港                                     |                                                                         |                                          |
| アメリカ合衆国                           | ニューハンプシャー州マンチェスター       | マンチェスター・ボストン地域空港                       |                                                                         |                                          |
| アメリカ合衆国                           | ニュージャージー州ニューアーク           | ニューアーク・リバティー国際空港                       |                                                                         |                                          |
| アメリカ合衆国                           | ニューメキシコ州アルバカーキ             | アルバカーキ国際空港                                   |                                                                         |                                          |
| アメリカ合衆国                           | ニューヨーク州オールバニ                 | オールバニ国際空港                                     |                                                                         |                                          |
| アメリカ合衆国                           | ニューヨーク州ニューヨーク               | ジョン・F・ケネディ国際空港                            | ハブ空港                                                                |                                          |
| アメリカ合衆国                           | ニューヨーク州ニューヨーク               | ラガーディア空港                                       | 焦点都市                                                                |                                          |
| アメリカ合衆国                           | ニューヨーク州ロチェスター               | グレーター・ロチェスター国際空港                       |                                                                         |                                          |
| アメリカ合衆国                           | ノースカロライナ州シャーロット           | シャーロット・ダグラス国際空港                         |                                                                         |                                          |
| アメリカ合衆国                           | ノースカロライナ州ローリー               | ローリー・ダーラム国際空港                             |                                                                         |                                          |
| アメリカ合衆国                           | オハイオ州クリーブランド                 | クリーブランド・ホプキンス国際空港                     |                                                                         |                                          |
| アメリカ合衆国                           | オハイオ州コロンバス                     | ポート・コロンバス国際空港                             |                                                                         |                                          |
| アメリカ合衆国                           | オクラホマ州オクラホマシティ             | ウィルロジャース国際空港                               |                                                                         |                                          |
| アメリカ合衆国                           | オクラホマ州タルサ                       | タルサ国際空港                                         |                                                                         |                                          |
| アメリカ合衆国                           | オレゴン州ポートランド                   | ポートランド国際空港                                   |                                                                         |                                          |
| アメリカ合衆国                           | ペンシルベニア州フィラデルフィア         | フィラデルフィア国際空港                               |                                                                         |                                          |
| アメリカ合衆国                           | ペンシルベニア州ピッツバーグ             | ピッツバーグ国際空港                                   |                                                                         |                                          |
| アメリカ合衆国                           | ロードアイランド州ケント郡               | T・F・グリーン空港                                     |                                                                         |                                          |
| アメリカ合衆国                           | テネシー州メンフィス                     | メンフィス国際空港                                     |                                                                         |                                          |
| アメリカ合衆国                           | テネシー州ナッシュビル                   | ナッシュビル国際空港                                   | ハブ空港(1995年まで)                                                    |                                          |
| アメリカ合衆国                           | テキサス州オースティン                   | オースティン・バーグストロム国際空港                   |                                                                         |                                          |
| アメリカ合衆国                           | テキサス州ダラス                         | ダラス・フォートワース国際空港                         | メインハブ空港                                                          |                                          |
| アメリカ合衆国                           | テキサス州エルパソ郡                     | エルパソ国際空港                                       |                                                                         |                                          |
| アメリカ合衆国                           | テキサス州ヒューストン                   | ジョージ・ブッシュ・インターコンチネンタル空港         |                                                                         |                                          |
| アメリカ合衆国                           | テキサス州サンアントニオ                 | サンアントニオ国際空港                                 |                                                                         |                                          |
| アメリカ合衆国                           | ユタ州ソルトレイクシティ                 | ソルトレイクシティ国際空港                             |                                                                         |                                          |
| アメリカ合衆国                           | バージニア州リッチモンド                 | リッチモンド国際空港                                   |                                                                         |                                          |
| アメリカ合衆国                           | バージニア州アーリントン                 | ロナルド・レーガン・ワシントン・ナショナル空港         |                                                                         |                                          |
| アメリカ合衆国                           | ワシントンD.C.                           | ワシントン・ダレス国際空港                             |                                                                         |                                          |
| アメリカ合衆国                           | ワシントン州シアトル                     | シアトル・タコマ国際空港                               |                                                                         |                                          |
| バミューダ                               | バミューダ諸島                           | バミューダ国際空港                                     |                                                                         |                                          |
| カナダ                                   | カルガリー                               | カルガリー国際空港                                     |                                                                         |                                          |
| カナダ                                   | エドモントン                             | エドモントン国際空港                                   |                                                                         |                                          |
| カナダ                                   | ハリファックス                           | ハリファックス・ロバート・L・スタンフィールド国際空港  | 季節運航便                                                              |                                          |
| カナダ                                   | モントリオール                           | モントリオール・ピエール・エリオット・トルドー国際空港 |                                                                         |                                          |
| カナダ                                   | オタワ                                   | オタワ・マクドナルド・カルティエ国際空港               |                                                                         |                                          |
| カナダ                                   | ケベック                                 | ケベック・ジャン・ルサージ国際空港                     | 季節運航便                                                              |                                          |
| カナダ                                   | トロント                                 | トロント・ピアソン国際空港                             |                                                                         |                                          |
| カナダ                                   | バンクーバー                             | バンクーバー国際空港                                   |                                                                         |                                          |
| メキシコ                                 | アグアスカリエンテス                     | アグアスカリエンテス国際空港                           |                                                                         |                                          |
| メキシコ                                 | カンクン                                 | カンクン国際空港                                       |                                                                         |                                          |
| メキシコ                                 | チワワ                                   | ヘネラル・ロベルト・フィエロ・ヴィラロボス国際空港     |                                                                         |                                          |
| メキシコ                                 | コスメル                                 | コスメル国際空港                                       |                                                                         |                                          |
| メキシコ                                 | イスタパ                                 | イスタパ・ジワタネホ国際空港                           |                                                                         |                                          |
| メキシコ                                 | グアナフアト                             | デル・バヒオ国際空港                                   |                                                                         |                                          |
| メキシコ                                 | グアダラハラ                             | ドン・ミゲル・イダルゴ・イ・コスティージャ国際空港     |                                                                         |                                          |
| メキシコ                                 | プエブラ                                 | エルマーノス・セルダン国際空港                         |                                                                         |                                          |
| メキシコ                                 | プエルト・バジャルタ                     | グスタボ・ディアス・オルダス国際空港                   |                                                                         |                                          |
| メキシコ                                 | ケレタロ                                 | ケレタロ国際空港                                       |                                                                         |                                          |
| メキシコ                                 | サンホセ・デル・カボ                     | ロス・カボス国際空港                                   |                                                                         |                                          |
| メキシコ                                 | サン・ルイス・ポトシ                     | ポンシアーノ・アリアーガ国際空港                       |                                                                         |                                          |
| メキシコ                                 | トレオン                                 | フランシスコ・サラビア国際空港                         |                                                                         |                                          |
| メキシコ                                 | マサトラン                               | ヘネラル・ラファエル・ブエルナ国際空港                 |                                                                         |                                          |
| メキシコ                                 | マンサニヨ                               | プラヤ・デ・オロ国際空港                               | 季節運航便                                                              |                                          |
| メキシコ                                 | メリダ                                   | マヌエル・クレセンシオ・レホン国際空港                 |                                                                         |                                          |
| メキシコ                                 | メキシコシティ                           | メキシコ・シティ国際空港                               |                                                                         |                                          |
| メキシコ                                 | モンテレイ                               | モンテレイ国際空港                                     |                                                                         |                                          |
| メキシコ                                 | モレリア                                 | ヘネラル・フランシスコ J. ムヒカ国際空港               |                                                                         |                                          |
| メキシコ                                 | サカテカス                               | ヘネラル・レオバルド・ルイス国際空港                   |                                                                         |                                          |
| 中央アメリカ                             |                                          |                                                        |                                                                         |                                          |
| ベリーズ                                 | ベリーズシティ                           | フィリップス・S・W・ゴールドソン国際空港               |                                                                         |                                          |
| コスタリカ                               | リベリア                                 | ダニエル・オドゥベール国際空港                         |                                                                         |                                          |
| コスタリカ                               | サン・ホセ                               | フアン・サンタマリーア国際空港                         |                                                                         |                                          |
| エルサルバドル                           | サン・サルバドル                         | エルサルバドル国際空港                                 |                                                                         |                                          |
| グアテマラ                               | グアテマラシティ                         | ラ・アウロラ国際空港                                   |                                                                         |                                          |
| ホンジュラス                             | テグシガルパ                             | トンコンティン国際空港                                 |                                                                         |                                          |
| ホンジュラス                             | サン・ペドロ・スーラ                     | ラモン・ビジェダ・モラレス国際空港                     |                                                                         |                                          |
| ホンジュラス                             | ロアタン                                 | フアン・マヌエル・ガルベス国際空港                     |                                                                         |                                          |
| ニカラグア                               | マナグア                                 | マナグア国際空港                                       |                                                                         |                                          |
| パナマ                                   | パナマ                                   | トクメン国際空港                                       |                                                                         |                                          |
| 西インド諸島                             |                                          |                                                        |                                                                         |                                          |
| プエルトリコ                             | サン・フアン                             | ルイス・ムニョス・マリン国際空港                       | 焦点都市                                                                |                                          |
| アンティグア・バーブーダ                 | セントジョンズ                           | VCバード国際空港                                       |                                                                         |                                          |
| アルバ                                   | オラニエスタッド                         | ベアトリクス女王国際空港                               |                                                                         |                                          |
| バルバドス                               | バルバドス                               | グラントリー・アダムス国際空港                         |                                                                         |                                          |
| バハマ                                   | ナッソー                                 | リンデン・ピンドリング国際空港                         |                                                                         |                                          |
| バハマ                                   | フリーポート                             | グランドバハマ国際空港                                 |                                                                         |                                          |
| バハマ                                   | ジョージタウン                           | エグズーマ国際空港                                     |                                                                         |                                          |
| バハマ                                   | マーシュハーバー                         | マーシュハーバー空港                                   |                                                                         |                                          |
| バハマ                                   | ノースエリュウセラ                       | ノースエリュウセラ空港                                 |                                                                         |                                          |
| キューバ                                 | ハバナ                                   | ホセ・マルティ国際空港                                 | [ 44 ]                                                                  |                                          |
| キューバ                                 | カマグエイ                               | イグナシオ・アグラモンテ国際空港                       | [ 45 ]                                                                  |                                          |
| キューバ                                 | オルギン                                 | フランク・パイス国際空港                               | [ 45 ]                                                                  |                                          |
| キューバ                                 | サンタ・クララ                           | アビル・サンタ・マリア空港                             | [ 45 ]                                                                  |                                          |
| キューバ                                 | バラデロ                                 | フアン・グアルベルト・ゴメス空港                       | [ 45 ]                                                                  |                                          |
| グレナダ                                 | セントジョージズ                         | ポイント・サリンス国際空港                             |                                                                         |                                          |
| グアドループ                             | ポワンタピートル                         | ポワンタピートル国際空港                               |                                                                         |                                          |
| ハイチ                                   | ポルトープランス                         | トゥーサン・ルーヴェルチュール国際空港                 |                                                                         |                                          |
| ハイチ                                   | カパイシャン                             | カパイシャン空港                                       |                                                                         |                                          |
| ドミニカ共和国                           | サントドミンゴ                           | ラス・アメリカス国際空港                               |                                                                         |                                          |
| ドミニカ共和国                           | プンタカナ                               | プンタカナ国際空港                                     |                                                                         |                                          |
| ドミニカ共和国                           | プエルト・プラタ                         | グレゴリオ・ルペロン国際空港                           |                                                                         |                                          |
| ドミニカ共和国                           | サンティアゴ・デ・ロス・カバリェロス     | シバオ国際空港                                         |                                                                         |                                          |
| ジャマイカ                               | キングストン                             | ノーマン・マンレー国際空港                             |                                                                         |                                          |
| ジャマイカ                               | モンテゴ・ベイ                           | サー・ドナルド・サングスター国際空港                   |                                                                         |                                          |
| オランダ領アンティル                     | シント・マールテン                       | プリンセス・ジュリアナ国際空港                         |                                                                         |                                          |
| セントルシア                             | ビュー・フォート                         | ヘウノラ国際空港                                       |                                                                         |                                          |
| タークス・カイコス諸島                   | プロビデンシアレス島                     | プロビデンシアレス国際空港                             |                                                                         |                                          |
| トリニダード・トバゴ                     | トバゴ島                                 | クラウン・ポイント空港                                 |                                                                         |                                          |
| マルティニーク                           | フォール＝ド＝フランス                   | エメ・セゼール・マルティニーク国際空港                 |                                                                         |                                          |
| アメリカ領ヴァージン諸島 ヴァージン諸島  | シャーロット・アマリー                   | シリル・E・キング空港                                  |                                                                         |                                          |
| アメリカ領ヴァージン諸島 ヴァージン諸島  | セント・クロイ                           | アレキサンダー・ハミルトン空港                         |                                                                         |                                          |
| 南アメリカ                               |                                          |                                                        |                                                                         |                                          |
| アルゼンチン                             | ブエノスアイレス                         | エセイサ国際空港                                       |                                                                         |                                          |
| ボリビア                                 | ラパス                                   | エル・アルト国際空港                                   |                                                                         |                                          |
| ボリビア                                 | サンタ・クルス・デ・ラ・シエラ           | ビルビル国際空港                                       |                                                                         |                                          |
| ブラジル                                 | リオデジャネイロ                         | アントニオ・カルロス・ジョビン国際空港                 |                                                                         |                                          |
| ブラジル                                 | サンパウロ                               | グアルーリョス国際空港                                 |                                                                         |                                          |
| ブラジル                                 | マナウス                                 | エドワルド・ゴメス国際空港                             |                                                                         |                                          |
| ブラジル                                 | ブラジリア                               | ブラジリア国際空港                                     |                                                                         |                                          |
| ブラジル                                 | ベロオリゾンテ                           | タンクレド・ネヴェス国際空港                           |                                                                         |                                          |
| チリ                                     | サンティアゴ・デ・チレ                   | アルトゥーロ・メリノ・ベニテス国際空港                 |                                                                         |                                          |
| コロンビア                               | ボゴタ                                   | エルドラド国際空港                                     |                                                                         |                                          |
| コロンビア                               | バランキヤ                               | エルネスト・コルティソス国際空港                       |                                                                         |                                          |
| コロンビア                               | メデジン                                 | ホセ・マリア・コルドバ国際空港                         |                                                                         |                                          |
| コロンビア                               | カルタヘナ                               | ラファエル・ヌニェス国際空港                           |                                                                         |                                          |
| コロンビア                               | サンティアゴ・デ・カリ                   | アルフォンソ・ボニージャ・アラゴン国際空港             |                                                                         |                                          |
| エクアドル                               | キト                                     | マリスカル・スクレ国際空港                             |                                                                         |                                          |
| エクアドル                               | グアヤキル                               | ホセ・ホアキン・デ・オルメード国際空港                 |                                                                         |                                          |
| ペルー                                   | リマ                                     | ホルヘ・チャベス国際空港                               |                                                                         |                                          |
| ウルグアイ                               | モンテビデオ                             | カラスコ国際空港                                       |                                                                         |                                          |
| ベネズエラ                               | カラカス                                 | シモン・ボリーバル国際空港                             |                                                                         |                                          |
| ベネズエラ                               | マラカイボ                               | ラ・チニータ国際空港                                   |                                                                         |                                          |
| ヨーロッパ                               |                                          |                                                        |                                                                         |                                          |
| ベルギー                                 | ブリュッセル                             | ブリュッセル空港                                       |                                                                         |                                          |
| フランス                                 | パリ                                     | シャルル・ド・ゴール国際空港                           |                                                                         |                                          |
| ドイツ                                   | フランクフルト                           | フランクフルト空港                                     |                                                                         |                                          |
| ドイツ                                   | ミュンヘン                               | ミュンヘン空港                                         |                                                                         |                                          |
| ドイツ                                   | ベルリン                                 | ベルリン・テーゲル空港                                 | 季節運航便                                                              |                                          |
| アイスランド                             | レイキャヴィーク                         | ケプラヴィーク国際空港                                 | 季節運航便                                                              |                                          |
| アイルランド                             | ダブリン                                 | ダブリン空港                                           |                                                                         |                                          |
| アイルランド                             | シャノン                                 | シャノン空港                                           | 季節運航便                                                              |                                          |
| イタリア                                 | ローマ                                   | フィウミチーノ空港                                     |                                                                         |                                          |
| イタリア                                 | ミラノ                                   | ミラノ・マルペンサ国際空港                             |                                                                         |                                          |
| イタリア                                 | ヴェネツィア                             | ヴェネツィア・テッセラ空港                             | 季節運航便                                                              |                                          |
| イタリア                                 | ボローニャ                               | ボローニャ空港                                         | 季節運航便                                                              |                                          |
| オランダ                                 | アムステルダム                           | アムステルダム・スキポール空港                         | 季節運航便                                                              |                                          |
| ギリシャ                                 | アテネ                                   | アテネ国際空港                                         | 季節運航便                                                              |                                          |
| チェコ                                   | プラハ                                   | ルズィニエ国際空港                                     | 季節運航便                                                              |                                          |
| ハンガリー                               | ブダペスト                               | フェレンツ・リスト国際空港                             | 季節運航便                                                              |                                          |
| クロアチア                               | ドゥブロヴニク                           | ドゥブロヴニク空港                                     | 季節運航便                                                              |                                          |
| ポーランド                               | クラクフ                                 | バリツェ空港                                           | 季節運航便 2020年5月7日から10月23日まで運航予定                         |                                          |
| ポルトガル                               | リスボン                                 | リスボン・ポルテラ空港                                 | 季節運航便                                                              |                                          |
| スペイン                                 | マドリード                               | アドルフォ・スアレス・マドリード＝バラハス空港         |                                                                         |                                          |
| スペイン                                 | バルセロナ                               | バルセロナ・エル・プラット国際空港                     |                                                                         |                                          |
| スイス                                   | チューリッヒ                             | チューリッヒ空港                                       |                                                                         |                                          |
| イギリス                                 | ロンドン                                 | ロンドン・ヒースロー空港                               |                                                                         |                                          |
| イギリス                                 | マンチェスター                           | マンチェスター空港                                     |                                                                         |                                          |
| イギリス                                 | エディンバラ                             | エディンバラ空港                                       |                                                                         |                                          |
| イギリス                                 | グラスゴー                               | グラスゴー空港                                         | 季節運航便                                                              |                                          |
| 中近東                                   |                                          |                                                        |                                                                         |                                          |
| イスラエル                               | テルアビブ                               | ベングリオン国際空港                                   | 2020年9月9日より就航予定                                                |                                          |
| アフリカ                                 |                                          |                                                        |                                                                         |                                          |
| モロッコ                                 | カサブランカ                             | ムハンマド5世国際空港                                  | 季節運航便 2020年6月4日から9月8日まで運航予定                           |                                          |
| アジア                                   |                                          |                                                        |                                                                         |                                          |
| 日本                                     | 東京                                     | 東京国際空港                                           |                                                                         |                                          |
| 日本                                     | 東京                                     | 成田国際空港                                           |                                                                         |                                          |
| 韓国                                     | ソウル                                   | 仁川国際空港                                           |                                                                         |                                          |
| 中国                                     | 上海                                     | 上海浦東国際空港                                       |                                                                         |                                          |
| インド                                   | デリー                                   | インディラ・ガンディー国際空港                         |                                                                         |                                          |
| カタール                                 | ドーハ                                   | ハマド国際空港                                         | [ 51 ]                                                                  |                                          |
| オセアニア                               |                                          |                                                        |                                                                         |                                          |
| オーストラリア                           | シドニー                                 | シドニー国際空港                                       |                                                                         |                                          |
| オーストラリア                           | ブリスベン                               | ブリスベン空港                                         | 季節運航便                                                              |                                          |
| ニュージーランド                         | オークランド                             | オークランド国際空港                                   | [ 52 ]                                                                  |                                          |
| ニュージーランド                         | クライストチャーチ                       | クライストチャーチ国際空港                             | 季節運航便 2020年10月25日から2021年3月24日まで運航予定                  |                                          |
| 休・廃止路線                             |                                          |                                                        |                                                                         |                                          |
| 日本                                     | 大阪                                     | 関西国際空港                                           | 現在は他社運航のコードシェア便のみ就航。#日本航空との提携も参考のこと。 |                                          |
| 日本                                     | 名古屋                                   | 中部国際空港                                           |                                                                         |                                          |
| 台湾                                     | 台北                                     | 台湾桃園国際空港                                       |                                                                         |                                          |
| 香港                                     | 香港                                     | 香港国際空港                                           | [ 51 ]                                                                  |                                          |
| メキシコ                                 | アカプルコ                               | アカプルコ・アルバレス国際空港                         |                                                                         |                                          |
| ロシア                                   | モスクワ                                 | ドモジェドヴォ空港                                     | 季節運航便                                                              |                                          |

## 機内サービス

### 座席
国際線では、ボーイング777-300ERのみファーストクラス「フラグシップファースト」・ビジネスクラス「フラグシップビジネス」・プレミアムエコノミー・エコノミークラス「ベーシックエコノミー」の4クラス仕様となっている。ファーストクラスは、ロサンゼルス/サンフランシスコ/オレンジカウンティ - ニューヨークJFK・マイアミ線の大陸間横断路線に使用するエアバスA321型機にも搭載されている。東京/羽田 - ロサンゼルス線などに使用しているボーイング787-8やボーイング777-200ER型機などの中長距離機材は、ビジネスクラス・プレミアムエコノミー・エコノミークラスの3クラス仕様となっている。
米国国内線では、大陸間横断路線を除き、ファースト・ビジネス・メインキャビンの3クラスないしビジネス・メインキャビンの2クラス、メインキャビンのみ仕様に分かれる。
2024年以降、ビジネスクラス「フラグシップ・スイート」への改修やプレミアムエコノミーのアップグレードが図られる。

### 機内食
アメリカン航空の機内食は、料理業界で最高水準を誇る組織ジェームズ・ビアード財団による機内食が提供され、ワンランク上のサービスを利用者に提供している。日本路線では和食も提供される。ハワイ路線や大陸間横断路線では、パシフィック・リム料理の考案者サム・チョイ氏による食事が提供される他、米国国内線では500～899マイルの路線でスナックバスケットを、それ未満の路線ではスナックの提供がある。
このほか、東京/羽田 - ロサンゼルス線やオーストラリア、ニュージーランド、アルゼンチンなどを発着する一部の国際線で、離乳食などの機内特別食も用意されている。申し込む場合は、出発日時の30日前から24時間前までにアメリカン航空のHPから予約センターへ電話する必要がある。

### 機内インターネットサービス
2008年にアメリカ合衆国の国内線のロサンゼルス、サンフランシスコ、マイアミ-ニューヨーク線でAircell gogo inflight internetの技術により機内で無線LAN経由の有料高速インターネットサービスが可能となった。好評により、2009年中にアメリカン航空の中距離路線で幅広く利用されているMD-80型機とボーイング737-800型機にもサービスを拡張する予定。航空機にはパワーポートが装備されているが、パワーポート接続用アダプターは機内では借りる事ができないため、あらかじめパソコンを充電しておくかアダプターを購入しておかなければならない。
利用料は飛行期間中無制限で$12.95,徐々に導入されてゆく3時間以内の中距離路線は$9.95.高速インターネットなのでYouTubeやニコニコ動画といった動画サイトも問題なく視聴可能。しかし、SkypeなどのVoIPは特殊なデータスクランブル方式のため利用不可（ただしVPNで通すと利用可能との報告もあり）。
2017年、アメリカン航空は、新規導入するボーイング737MAXにおいて、座席モニター画面を廃止することを発表。これまで視聴できていたテレビ番組や映画などは、機内のストリーミングサーバーを通じて乗客のスマートフォンやタブレットを通じて視聴できるようにする方針。

### 新型コロナウイルスの感染拡大に伴う措置
2020年、米国政府が公共交通機関でのマスク着用を義務付けると、着用義務期間に合わせて機内でのアルコール飲料の提供を自粛していた。自粛はマスクの着用義務期間である2022年1月18日までとしているが、状況に合わせて延長される見込みであった。

## AAdvantage
AAdvantage（アドバンテージ）は世界初のマイレージサービスであり、年会費は無料。現在では6,000万人以上の加入者があり、デルタ航空のSkyMiles (スカイマイル)に次いでメンバー数が多いマイレージプログラムである。
ホテルやダイニング、クレジットカード、レンタカー、インターネットショッピングポータルなど、マイル加算方法は多い。しかしユナイテッド航空のマイレージ・プラスと比べるとほとんどの提携先がアメリカの会社なのでアメリカ在住者は貯めやすいが、日本を含めたアメリカ国外の在住者では非常に貯めにくい。
ただし、日本の航空会社と比べマイルの有効期限規制が緩いのが特徴。「18か月に1回マイルに変動があれば、さらに18か月有効期限が延長される」というルールになっている。つまり18か月以内にフライトの搭乗や提携サービスの利用があればよいことになる。
アメリカではシティバンクがクレジットカードとデビットカードを発行しており、US$1.00につき1マイルの付与となる。
日本ではりそなカードがクレジットカードを発行しており、ゴールドカードとクラシックワイドカードが100円につき1マイルの付与、クラシックカードは200円につき1マイルの付与となっていたが、アメリカン航空とりそなカード株式会社の提携契約が終了し「りそな/AAdvantage® VISAカード」の取扱いが終了となっている。
提携契約終了に伴い、2021年11月末日に有効期限を迎えるカードより順次カードの更新が停止されている。

### 歴史
もともとは元百貨店店員だったアメリカン航空社員が百貨店勤務時代を思い出して発案したもの。当初は顧客囲い込みサービスとしてポイントを貯めるとハワイ行き航空券やファーストクラスへのアップグレード券と交換できるというものだった。予約システム内の電話番号リストを検索して最も利用数が多い顧客130,000人とアドミラルズクラブのメンバー6,000人を対象にテストを実行。テストで好評だったため、1981年5月1日に正式に「アドバンテージ」として発表された。
後れを取ったユナイテッド航空は、約1週間後に対抗サービスの「マイレージ・プラス」を発表。その後、他社も独自のマイレージサービスを導入した。

### 会員種別

#### 一般会員 (AAdvantage)
- 通称：ADV
- 入会直後、通常に付与される会員レベル。
- 維持するのに特別な活動は必要ないが、18か月中にマイルが無変動の場合、それまでのマイルは失効する。

#### アドバンテージ・ゴールド (AAdvantage Gold)
- 通称：GLD
- ワンワールド・エリート・ステータス：ルビー
- 前年の飛行実績に基づいて付与される。この会員レベル取得には25,000エリートマイル、25,000エリートポイント、あるいは30飛行区間が必要である。
- エリート会員ボーナスマイル：通常のマイレージ +25%
- 毎回10,000エリートマイルを超す際に「500マイルアップグレード券」4枚が授与される。「券の枚数」と数えても現在は完全電子化なのでネット上のアカウント情報で現在の「枚数」が確認できる。利用する路線距離で必要な枚数は変動するが、このアップグレード券と引換えに次の上位クラスにアップグレードが可能。アップグレード券が利用可能なのは国内線やカナダ、カリブ海、一部の中米路線のみ。
- ステータスが期限切れになってもUS$559を支払うと1年間の更新をすることができる。

#### アドバンテージ・プラチナ (AAdvantage Platinum)
- 通称：PLT
- ワンワールド・エリート・ステータス：サファイア
- 前年の飛行実績に基づいて付与される。この会員レベル取得には50,000エリートマイル、50,000エリートポイント、あるいは60飛行区間が必要である。
- エリート会員ボーナスマイル：通常のマイレージ +100%
- 毎回10,000エリートマイルを超す際に「500マイルアップグレード券」4枚が授与される。「券の枚数」と数えても現在は完全電子化なのでネット上のアカウント情報で現在の「枚数」が確認できる。利用する路線距離で必要な枚数は変動するが、このアップグレード券と引換えに次の上位クラスにアップグレードが可能。アップグレード券が利用可能なのは国内線やカナダ、カリブ海、一部の中米路線のみ。

#### アドバンテージ・エグゼクティブ・プラチナ (AAdvantage Executive Platinum)
- 通称：EXP
- ワンワールド・エリート・ステータス：エメラルド
- 前年の飛行実績に基づいて付与される会員レベルの中では最上位のもの。この会員レベルの取得には100,000エリートマイル、100,000エリートポイント、あるいは100飛行区間が必要である。
- エリート会員ボーナスマイル：通常のマイレージ +100%
- 購入したエコノミー航空券の額（フェアベーシスコード）に問わず、アップグレード券なしで次の上位クラスにアップグレードが可能。

なお、エリート会員にはビジネス及びファーストクラス専用列でのチェックイン、エコノミークラス非常口席の優先予約、飛行機への優先搭乗、アドミラルズ・クラブの年会費ディスカウントなどの優遇がある。また最近国内線で導入された1・2個目の受託手荷物費は免除される。

### エリート会員ボーナスマイル
エリート会員になると、通常のマイルとは別にボーナスマイルが加算される。ボーナスマイルが加算される航空会社は以下のとおり。
- アメリカン航空及び、アメリカン・イーグル航空、アメリカン・コネクション
- アメリカン航空のコードシェア便名で購入された航空券
- アラスカ航空、ホライゾン航空
- キャセイパシフィック航空
- キャセイドラゴン航空
- フィンエアー
- イベリア航空
- LATAM航空グループ
- カンタス航空
- ロイヤル・ヨルダン航空

同じワンワールドメンバーでも、ブリティッシュ・エアウェイズ、日本航空、マレーヴ・ハンガリー航空（倒産済み）ではボーナスマイルは加算されない。しかし上記のように「アメリカン航空のコードシェア便名で購入された航空券」ならボーナスマイルは加算される。

### マイレージ加算提携航空会社
アメリカン航空、アメリカン・イーグル航空、アメリカン・コネクション、及びワンワールド加盟航空会社とアラスカ航空で加算されるマイルはエリート会員ステータスマイルとして加算される。その他はマイレージ加算のみでエリートステータスに必要なマイレージの影響はない。

#### エリート会員ステータスマイル加算対象
- ワンワールド各社（加算マイレージはフェアベーシスコードにもよる）
- ワンワールド・コネクト各社
- アラスカ航空

#### エリートステータスマイル非対象（通常のマイルのみ）
- エアリンガス（元・ワンワールド）
- エア タヒチ ヌイ
- ブリュッセル航空
- エル・アル航空
- ガルフ・エア
- ハワイアン航空
- ゴル航空

### ホテル、ダイニング、RewardsNetwork

#### ホテル
ホテル宿泊などでアドバンテージマイルを加算する方法は主に2つに分けられる。
1. 提携先のホテルでマイレージを加算（アメリカやカナダ以外の宿泊向け）
授与されるマイルは提携先により1回につき250〜500マイル。ただしマイルの授与は「泊数」ではなく「回数」が基準。たとえばComfort Innで3連泊利用したとしても利用回数は「1回」なので、授与されるのは250マイルのみ。
2. AA Vacationsで予約したホテルで250マイルを加算（アメリカやカナダ以外の宿泊向け）
1.と同じく「回数」で加算されるが、アメリカン航空直営のアメリカン・バケーションから予約するので世界中のホテルから検索が可能。AAと直接提携がないワシントンホテルや東横インなどでもAA Vacationsから予約すれば250マイルが加算される。

### ミリオンマイラー プログラム
AAdvantageプログラムの中に、MILLION MILER（ミリオンマイラー）というものがある。アメリカン航空か提携航空会社での生涯累計実飛行マイルが一定になった際に、生涯ステータスが付与される。以前は、クレジットカードやホテル利用で貯めたマイル数も累計に含めることができたが、2011年のルール変更で実飛行マイルベースでのみ与えられることとなった。また、合併により、US Airwaysの生涯累計マイルもこのプログラム上は加算されることになった。
- 1ミリオン (1,000,000マイル) : 生涯ゴールド会員のステータスが与えられる。また、システムワイドアップグレード4枚が与えられる。
- 2ミリオン (2,000,000マイル) : 生涯プラチナ会員のステータスが与えられる。また、システムワイドアップグレード4枚が与えられる。
- 3ミリオン以上 (3,000,000マイル以上) : 以降、1ミリオン増えるごとに、システムワイドアップグレード4枚が与えられる。

## アドミラルズ・クラブ
アメリカン航空の最高責任者であったスミスがテキサス州に多大な経済的貢献をしたとして同州から名誉称号の「テキサス・レンジャー」が授与された。これにインスピレーションを受けたスミスは、名誉称号なるシステムをマーケティングとして利用する仕組みを立案。
ラガーディア空港建設当時に記者会見用として利用されていた部屋をアメリカン航空がリースし、ニューヨーク州から酒販売許可を得る。1939年に世界初の航空ラウンジ「アドミラルズ・クラブ」（提督クラブ）を設立。当初はハリウッドやブロードウェイのセレブリティ、大物政治家、大企業のトップエリートなどVIP専用クラブであった。
長年アドミラルズ・クラブはアメリカン航空からの招待状がなければ入会不可能であった。しかし一乗客がこれを差別と見なし訴訟を起こし、後にアドミラルズ・クラブ及び他社のラウンジは年会費制度となった。現在は一日お試し券$50、年会費$250〜$450、またはアドバンテージマイレージで会員券が購入・更新可能。年会費はアドバンテージプログラムのステータスによって異なる。
アメリカン航空以外のワンワールド・サファイア以上は無料で利用可能。

### ラウンジ所在空港
| - ダラス・フォートワース国際空港 (4) - オースティン国際空港 - オヘア国際空港 (2) - ロサンゼルス国際空港 - ジョン・ウェイン空港 - サンディエゴ国際空港 - サンフランシスコ国際空港 - サンノゼ国際空港 - ジョン・F・ケネディ国際空港 (2) - ラガーディア空港 - ニューアーク・リバティー国際空港 - マイアミ国際空港 (2) | - ランバート・セントルイス国際空港 - カンザス・シティ国際空港 - ホノルル国際空港（カンタス航空と共用） - デンバー国際空港 - トロント・ピアソン国際空港 - ローガン国際空港 - フィラデルフィア国際空港 - アトランタ国際空港 - ナッシュビル国際空港 | - ワシントン・ダレス国際空港 - ロナルド・レーガン・ワシントン・ナショナル空港 - ローリー・ダーラム国際空港 - メキシコ・シティ国際空港 - トクメン国際空港 - ルイス・ムニョス・マリン国際空港 - ラス・アメリカス国際空港 - エルドラド国際空港 - シモン・ボリバー空港 | - アルトゥーロ・メリノ・ベニテス国際空港 - エセイサ国際空港 - アントニオ・カルロス・ジョビン国際空港 - グアルーリョス国際空港 - シャルル・ド・ゴール国際空港 - ロンドン・ヒースロー国際空港 - フランクフルト空港 |

## コードシェア提携航空会社
アメリカン航空は以下の航空会社・鉄道会社とコードシェア提携を組んでいる。太字はワンワールド加盟会社。
| - フィジー・エアウェイズ - アラスカ航空 - ブリティッシュ・エアウェイズ - キャセイパシフィック航空 - 大韓航空 - マレーシア航空 | - ドイツ鉄道 (AiRail Service) - エル・アル航空 - フィンエアー - ガルフ・エア - ハワイアン航空 - ホライゾン航空 - イベリア航空 | - 日本航空 - ジェットスター・ジャパン - LATAM航空グループ - カンタス航空 - フランス国鉄 - ロイヤル・ヨルダン航空 - ベトナム航空 |

## 日本との関係

### 運航便
| 便名      | アメリカ側空港   | 日本側空港 | 機材                            | ※コードシェア |
| --------- | ---------------- | ---------- | ------------------------------- | ------------- |
| AA167/168 | ニューヨーク/JFK | 東京/羽田  | ボーイング787-9                 | J             |
| AA26/27   | ロサンゼルス     | 東京/羽田  | ボーイング787-8 ボーイング787-9 | J、A          |
| AA169/170 | ロサンゼルス     | 東京/羽田  | ボーイング787-8 ボーイング787-9 | J、A          |
| AA175/176 | ダラス           | 東京/羽田  | ボーイング787-8 ボーイング787-9 | J             |
| AA60/61   | ダラス           | 東京/成田  | ボーイング777-200ER             | J、M          |

※コードシェア
- J→日本航空
- M→マレーシア航空
- A→アラスカ航空

### 歴史
- 1987年 : 東京/成田-ダラス/フォートワース線をボーイング747-SPで運航開始し、日本への乗り入れを果たす[58]。
- 1991年 : 東京/成田-サンノゼ線[59]、東京/成田-シアトル - マイアミ線をMD-11（当初DC-10）で運航開始。ただし、シアトルにてマイアミ線に乗り継ぐ形としていた。
- 1998年 : 大阪/関西-ダラス/フォートワース線 就航開始。
- 1999年 : ボーイング777を投入。これによりMD-11が引退。
- 2002年 : 東京/成田-シアトル線、大阪/関西-ダラス/フォートワース線 運休。東京/成田-ニューヨーク/JFK線 就航[60]。
- 2003年 : 東京/成田-ロサンゼルス線 就航開始。
- 2004年 : 東京/成田-ホノルル線の運航を申請。
- 2005年
  - 4月4日 : 名古屋/中部 - シカゴ線運行開始。
  - 10月31日 : ビジネス客の伸び悩みと、ハリケーン・カトリーナ襲来における燃料費の高騰により、わずか半年あまりで名古屋/中部-シカゴ線を運休。
  - 11月2日 : 大阪/関西-ダラス/フォートワース線運航再開。
- 2006年。
  - 10月28日 : 東京/成田-サンノゼ線、大阪/関西-ダラス/フォートワース線 運休[61]。
- 2010年
  - 2月12日 : 10月の東京国際空港の再拡張化とそれに伴う日米オープンスカイ協定の発効を前提に、日本航空インターナショナル（現：日本航空）との太平洋路線事業の統合を目的とした、反トラスト法の適用対象除外（ATI）を日本航空インターナショナルと共同で米国運輸省へ申請。
  - 2月16日 : 東京/羽田-ニューヨーク/JFK線、東京/羽田-ロサンゼルス線の自社機材による定期路線就航計画による発着枠割当を米国運輸省へ申請。
  - 7月7日 : 米国運輸省が東京/羽田-ニューヨーク/JFK線の定期路線就航を認可。
- 2011年
  - 2月22日 : 東京/羽田-ニューヨーク/JFK線 就航開始。[62]
- 2012年6月1日 : 東京/成田-ニューヨーク/JFK線 運休。
- 2013年
  - 12月1日 : 東京/羽田-ニューヨーク/JFK線 運休[63]。
- 2016年
  - 2月11日 : 東京/羽田-ロサンゼルス線 就航開始[64]。
- 2019年
  - 5月16日 : 2020年夏ダイヤでの、羽田空港の昼間帯発着枠拡大で、アメリカの4社には合計12枠が配分され、アメリカン航空は2枠が割り当てられた。それに伴い、成田発着だったダラス線とロサンゼルス線を2020年3月29日から羽田発着に変更した。なお、COVID-19流行により、羽田への移管は同年7月に延期された[65]。

### 日本航空との提携
1994年から日本航空と国際線予約システムなどの共通化などで提携関係にあり、1999年からは日米間の太平洋路線でコードシェア便を運航している。羽田/成田/関西発着のアジア・北米路線は、日本航空が運航するアメリカン航空のコードシェア便（便名が8000番台）がある他、アメリカ国内線への乗継ぎ用途にアメリカン航空が運航する日本航空のコードシェア便も設定されている。2007年4月1日に日本航空グループがワンワールドに正式加盟してからは、日本航空が運航するアジアやヨーロッパ行きの路線や日本国内の路線でも、アメリカン航空のコードシェア便がある。
2010年2月12日には、日本航空とともにアメリカ政府に反トラスト法の適用除外（antitrust immunity、ATI）の申請を行い、同年11月10日に認可された。ATI認可を受けて、両社は2011年4月1日より太平洋路線でのダイヤや運賃の調整などといった共同事業を開始することとなった。
また、2011年1月17日付けで、東京都千代田区内幸町にあったアジア・太平洋地区オフィスを日本航空本社が入居する東京都品川区東品川2丁目の野村不動産天王洲ビルに移転した。現在、日本航空との共同事業は、マイレージサービスのみならず、機内食の刷新など多岐にわたっている。

## 主な事故
TWAおよびUSエアウェイズの事故は含めていない。
- アメリカン航空1便墜落事故 - 1962年、ニューヨーク
- アメリカン航空383便墜落事故 - 1965年、シンシナティ
- アメリカン航空96便貨物ドア破損事故 (Windsor incident) - 1972年、カナダ・オンタリオ州ウィンザー上空
- アメリカン航空625便オーバーラン事故 - 1976年、米領ヴァージン諸島
- アメリカン航空191便墜落事故 - 1979年、シカゴ
- アメリカン航空965便墜落事故 - 1995年、コロンビア・カリ
- アメリカン航空1420便オーバーラン事故 - 1999年、リトルロック
- アメリカン航空1291便事故 - 2000年、マイアミ
- アメリカン航空11便テロ事件 - 2001年、911テロ、WTC北棟、ニューヨーク
- アメリカン航空77便テロ事件 - 2001年、911テロ、ペンタゴン、ワシントンD.C.
- アメリカン航空587便墜落事故 - 2001年、ニューヨーク
- アメリカン航空383便エンジン故障事故 - 2016年、シカゴ
- アメリカン航空5342便空中衝突事故 - 2025年、ポトマック川、ワシントンD.C.
- アメリカン航空1006便エンジン火災事故 - 2025年、デンバー

## 関連会社
- エンヴォイ・エア（ローカル担当）
- アメリカン航空シャトル
- アメリカン・イーグル
- アメリカン・コネクション（運航停止）
- エグゼクティブ航空（英語版）（運航停止）